# Superman
Superman (jego alter ego – Clark Kent, urodzony jako Kal-El) – fikcyjna postać (superbohater), znany z serii komiksów wydawanych przez DC Comics, oraz wszelkich adaptacji związanych z tą postacią. Został stworzony przez Joego Shustera i Jerry’ego Siegela. Po raz pierwszy pojawił się w magazynie Action Comics vol. 1 #1 (czerwiec 1938 roku).

## Pochodzenie postaci
Pierwowzorem Supermana była postać złoczyńcy o telepatycznych zdolnościach z historii The Reign of the Superman, która ukazała się w styczniu 1933 roku w trzecim numerze wydawanego przez Shustera i Siegela fanzinu Science Fiction. Historia ta czerpała z koncepcji nadczłowieka (Übermensch), opisanej przez Friedricha Nietzschego, w książce pod tytułem Tako rzecze Zaratustra (Also sprach Zarathustra). Później jednak Siegel i Shuster postanowili uczynić z tej postaci herosa, a w tworzeniu jego nowego wizerunku pomogły im kreacje aktorskie Douglasa Fairbanksa, odtwórcy tytułowych ról m.in. w takich filmach jak: Znak Zorro (The Mark of Zorro) z 1920 roku czy też Robin Hood z 1922 roku. Dużą rolę w kreacji postaci Supermana odegrała fantastyczno-naukowa powieść Philipa Wylie’a pod tytułem Gladiator z 1930 roku. Jej główny bohater – Hugo Danner, obdarzony nadludzką siła i szybkością jest powszechnie uważany za protoplastę późniejszego przybysza z planety Krypton. Z kolei z innej powieści Wylie’a pod tytułem When Worlds Collide z 1933 roku, zaczerpnięto motyw ucieczki z planety, którą czeka zagłada. Także twórczość innego pisarza science fiction, Edgara Rice’a Burroughsa, autora powieści o przygodach Johna Cartera na Marsie m.in. Księżniczka Marsa (A Princess of Mars) z 1912 roku, miała stanowić ważną inspirację dla twórców Supermana.
Twórcy czerpali również natchnienie z judaizmu (Shuster i Siegel byli z pochodzenia Żydami) i mitologii greckiej: Mojżesz (idea zbawiciela, pochodzącego z niemal wymarłego ludu), jak również Samson i Herakles (idea bohatera, dokonujących czynów niewykonalnych dla zwykłego śmiertelnika). Prawdziwe, kryptońskie nazwisko Supermana brzmi Kal-El (oryginalnie Kal-L), co przypomina hebrajskie „głos Boga”. Sam przyrostek -El, jest w rzeczywistości nazwiskiem rodowym i pochodzi od semickiego słowa „El”, oznaczającego boga. Ziemskie imię Kal-Ela – Clark, zostało zainspirowane imieniem amerykańskiego aktora Clarka Gable’a, natomiast jego nazwisko Kent, zostało zapożyczone od imienia innego aktora, Kenta Taylora. Pierwowzorem alter ego, Supermana, czyli nieśmiałego reportera Clarka Kenta pracującego na co dzień w redakcji Daily Planet, były różne kreacje filmowe amerykańskiego aktora komediowego Harolda Lloyda, jak również sam współtwórca postaci Joe Shuster, który w latach 30. XX wieku pracował dla gazety Toronto Star. Superman jest powszechnie uważany za ikonę amerykańskiej popkultury XX wieku. Jest obok Batmana i Spider-Mana najbardziej rozpoznawalną postacią komiksową. Jako przybysz z innej planety stanowi odzwierciedlenie przedstawiciela obcej kultury, imigranta, który zaaklimatyzował się w amerykańskim społeczeństwie, co jest zresztą kolejną aluzją do przeszłości Joego Shustera, gdyż on sam był imigrantem z Kanady. Superman obdarzony jest nadludzkimi zdolnościami, dzięki którym jest w stanie nieść pomoc ludzkości, stawać w obronie słabszych i uciśnionych. Nosi on niebiesko-czerwony kostium z peleryną, wzorowany na stroju siłacza cyrkowego. Na jego piersi widnieje charakterystyczny symbol – duża łacińska litera „S”, wpisana w przypominająca diament tarczę. Znany jest także pod przydomkami: „The Last Son of Krypton”, „The Man of Steel” i „The Man of Tomorrow".
Poza komiksami Superman pojawiał się również w licznych serialach animowanych, filmach fabularnych i grach komputerowych bazujących na komiksach DC Comics.
Pierwszy raz w kinowej wersji aktorskiej pojawił się w 15-odcinkowym serialu kinowym Superman z 1948 roku, w tym w kontynuacji pod tytułem Atom Man vs. Superman z 1950 roku, gdy w główną rolę wcielił się aktor Kirk Alyn.
W serialu telewizyjnym Adventures of Superman z lat 1951–1958, oraz w pełnometrażowym filmie Superman and the Mole Men z 1951 roku, pierwszy raz w telewizyjnej roli Supermana zagrał aktor George Reeves. Śmierć George’a Reevesa w wieku 45 lat od postrzału jest kontrowersyjna; niektórzy uważają, że został zamordowany lub był ofiarą przypadkowej strzelaniny, ponieważ dochodzenie przyczyn jego śmierci zostało zakończone szybciej niż normalnie. W 1960 George Reeves otrzymał pośmiertnie gwiazdę w Alei Gwiazd w Los Angeles, a w 1985 znalazł się na liście 50 zasłużonych osób ze świata komiksu i filmu opublikowanej w specjalnym komiksie Fifty Who Made DC Great.
W 4-częściowej serii filmów kinowych, zapoczątkowanej obrazem Superman (Superman: The Movie) z 1978 roku, w reżyserii Richarda Donnera, w postać Supermana wcielił się aktor Christopher Reeve.
W serialu telewizyjnym Superboy z lat 1988–1992 w tytułową rolę wcielił się aktor John Newton.
W serialu telewizyjnym Nowe przygody Supermana (Lois & Clark: New Adventures of Superman) z lat 1993–1997 w rolę człowieka ze stali wcielił się aktor Dean Cain.
W serialu telewizyjnym Tajemnice Smallville (Smallville), w rolę młodego Clarka Kenta wcielił się aktor Tom Welling.
W pseudo-sequelu do serii filmów z lat 1978–1987 pod tytułem Superman: Powrót (Superman Returns) z 2006 roku (reżyseria Bryan Singer), następcą Christophera Reeve’a został aktor Brandon Routh.
W filmie Człowiek ze stali (Man of Steel) w reżyserii Zacka Snydera, rolę Supermana zagrał aktor Henry Cavill.
Superman jest na pierwszym miejscu najważniejszych bohaterów komiksowych w zestawieniu magazynu Empire, jak również serwisu internetowego IGN.

## Opis postaci

### Złota era komiksu (lata 30.–50.)

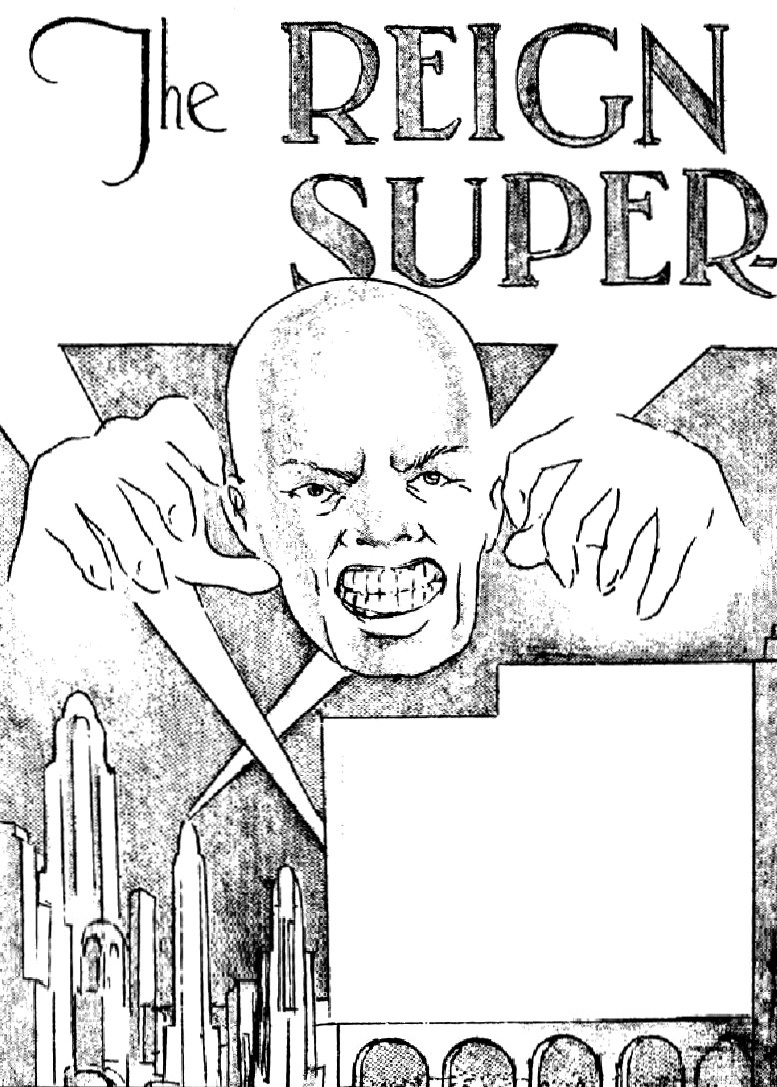
Tytułowa strona The Reign of the Superman z fanzinu Science Fiction: The Advance Guard of Future Civilization vol. #3 (styczeń 1933). Przedstawiona tutaj ogolona na łyso postać złoczyńcy, oryginalnego Supermana przypomina bardziej postać arcy-wroga Supermana, Lexa Luthora, aniżeli samego superbohatera.

Według historii pokazanej w oryginalnej serii komiksów m.in. w Action Comics vol. 1 #1 (czerwiec 1938 roku), Superman vol. 1 #1 (lato 1939), oraz Superman vol. 1 #53 (sierpień 1948), szanowany naukowiec Jor-L (imię zmienione potem na Jor-El) odkrywa, że jego rodzinnej planecie, Kryptonowi, grozi całkowite zniszczenie. W najwcześniejszej wersji pochodzenia Supermana (Action Comics vol. 1 #1), zdający sobie sprawę z nieuchronnej zagłady planety, Jor-L decyduje się zbudować niewielką rakietę, w której umieszcza swojego nowo narodzonego syna Kal-La (późniejszy Kal-El). Statek odlatuje z Kryptona na chwilę przed jego eksplozją, obierając kierunek w stronę planety Ziemi. Rakietę z niemowlęciem odnajduje przypadkowy kierowca, który oddaje dziecko z kosmosu do sierocińca. Później Kal-L zostaje oddany pod opiekę Jonathana i Marthy Kentów (w pierwszych komiksach nie ma podanego ich nazwiska ani żadnych szczegółów), samotne małżeństwo farmerów. Chłopiec otrzymuje imię Clark. W późniejszych publikacjach motyw pobytu w domu dziecka zostaje całkowicie porzucony. Powoli odkrywa on i rozwija swoje niezwykłe umiejętności, a po śmierci swoich przybranych rodziców przenosi się do Metropolis (nazwa miasta pojawia się dopiero w komiksie Action Comics vol. 1 #16 z września 1939 roku), by podjąć pracę reportera w redakcji gazety Daily Star (później przemianowano ją na Daily Planet). Tam również poznaje Lois Lane, swoją największą miłość.
W złotej erze komiksu wiele elementów historii Supermana jest dopiero rozwijanych, a jego moce są znacznie mniejsze w stosunku do tych, które posiada współczesna wersja postaci. Także o swoim kryptońskim pochodzeniu Superman dowiaduje się dopiero w historii Superman Returns To Krypton! z komiksu Superman vol. 1 #61 (listopad 1949). Początkowo Superman walczy głównie z takimi przestępcami jak skorumpowani policjanci, politycy, biznesmeni (Superman vol. 1 #1, #2, #3, #7). Pod koniec lat 40. po raz pierwszy pojawiają się bardziej fantastyczni przeciwnicy, jak na przykład dinozaury, giganci, szaleni naukowcy m.in. Ultra-Humanite (debiut w Action Comics vol. 1 #13 z czerwca 1939 roku), oraz późniejszy arcy-wróg mocarza – Alexei Luthor (lepiej znany dzisiaj jako Lex Luthor, debiut w Action Comics vol. 1 #23 z kwietnia 1940 roku). Latem 1939 roku postać doczekała się własnej serii wydawniczej (jak dotąd historie z nim ukazywały się wyłącznie w serii komiksów Action Comics), zatytułowanej po prostu Superman.
Wkrótce zaczęto wykorzystywać postać Supermana do celów propagandowych. W 1940 roku w lutowym numerze amerykańskiego magazynu Look pojawia się dwustronicowy komiks pod tytułem What If Superman Ended the War?. W tej krótkiej historii Superman kończy wojnę w Europie, łapiąc dwóch głównych jej prowodyrów: Adolfa Hitlera i Józefa Stalina i stawia obu dyktatorów przed obliczem Ligi Narodów. Po przystąpieniu Stanów Zjednoczonych do II wojny światowej komiksy z superbohaterami zaczęły powszechnie służyć jako narzędzie propagandy wojennej. Komiksy z tamtych czasów ukazywały przygody kostiumowych herosów walczących z hitlerowcami, bądź Japończykami. Odniesienia do bieżących działań wojennych miały również swoje miejsce w pierwszej animowanej adaptacji przygód bohatera pod tytułem Superman (znanej powszechnie jako Fleischer & Famous Superman) z 1941 roku. Pod koniec lat 40. zaczęto emitować słuchowisko radiowe pod tytułem The Adventures of Superman, w którym pierwszy raz pojawiła się postać Jimmy’ego Olsena, kryptonit, oraz popularna fraza „prawda, sprawiedliwość i amerykański styl życia” („truth, justice, and the American way”). Słuchowisko zasłynęło również tym, ze wypowiedziało kampanię przeciwko amerykańskiej organizacji rasistowskiej, o nazwie Ku Klux Klan. W 1948 roku została wyemitowana pierwsza aktorska ekranizacja tej postaci – 15-odcinkowy serial kinowy Superman z Kirkiem Alynem w roli głównej.
Charakter Supermana także jest odmienny od tego, który przedstawiano potem. Jest bardziej gwałtowny, agresywny, działa z zimną krwią. Stopniowo autorzy czynią go jednak coraz bardziej łagodnym. Także jego moce stopniowo wzrastają. Początkowo mówi się, że jest „szybszy od lecącej kuli, ma siłę lokomotywy i może przeskoczyć najwyższy budynek”. Potem pojawia się jego wzrok rentgenowski, wzrok termiczny i zdolność do latania. W dalszych latach pojawi się odporność na bezpośredni wybuch bomby atomowej (chociaż początkowo był zdolny wytrzymać tylko wybuch pocisku artyleryjskiego). Wiosną 1941 roku zaczęto wydawać magazyn World’s Finest Comics, opowiadające o wspólnych przygodach Supermana i Batmana. W 1949 roku dołączył do Stowarzyszenia Sprawiedliwości Ameryki (Justice Society of America), pierwszej drużyny superbohaterów (All-Star Comics vol. 1 #7 i #36). Młodzieńcze przygody Supermana w miasteczku Smallville ukazuje historia opisana w komiksie Superboy vol. 1 #2 (maj 1949). Pod tym pseudonimem będzie pojawiał się jeszcze wielokrotnie w seriach komiksów towarzyszących wersji kanonicznej Supermana.
Superman był też wydawany w Polsce – jako nieautoryzowany przedruk komiksu w "Świecie Przygód". Ukazały się trzy numery od marca do lipca 1939 roku.

### Srebrna era komiksu (lata 50.–60.)

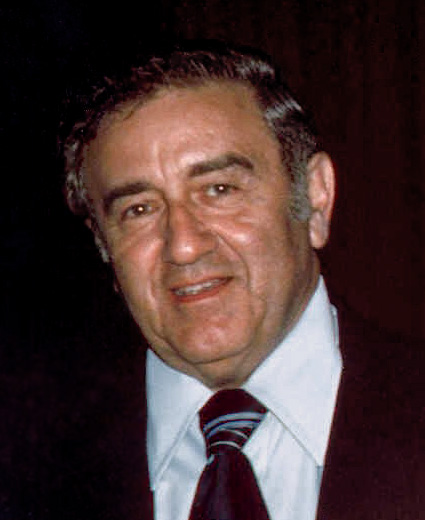
Współtwórca postaci Supermana, Jerry Siegel.

W 1954 roku powołano do życia urząd ds. cenzury komiksu (Comics Code Authority, CCA). Powstanie tej instytucji było następstwem wydania w tym samym roku książki psychiatry Fredrica Werthama pod tytułem Seduction of the Innocent, w której autor zarzucał wydawnictwom komiksowym demoralizowanie młodzieży. Według Werthama Superman był typowym faszystą. Działalność CCA w latach 50. odbiła się negatywnie na rynku komiksowym, a w szczególności na DC Comics. Dla DC Comics srebrna era komiksu została zapoczątkowana przez pojawienie się nowych superbohaterów, a także wprowadzeniem koncepcji równoległych światów, w którym żyją superbohaterowie. Wprowadzono wówczas pojęcie Ziemi-Dwa (Earth-Two), w którym rozgrywały się przygody postaci z komiksów wydawanych w czasach II wojny światowej (np. oryginalny Flash – Jay Garrick, oryginalny Green Lantern – Alan Scott) oraz Ziemi-Jeden (Earth-One), która stała się domem zupełnie nowych postaci (np. Martian Manhunter), jak również nowych wersji starych herosów (np. nowy Flash – Barry Allen, nowy Green Lantern – Hal Jordan).
Wydawnictwo postanowiło kontynuować przygody Supermana, który również miał być rezydentem Ziemi-Jeden (uniwersum to stało się wówczas głównym uniwersum komiksów DC). Główna różnica między tymi dwoma wersjami postaci polegała na tym, że oryginalny Superman z Ziemi-Dwa rozpoczął swoją karierę superbohatera dopiero jako dorosły mężczyzna, zaś jego odpowiednik z Ziemi-Jeden działał już jako nastolatek pod pseudonimem Superboy. W pierwszym komiksie przedstawiającym genezę Supermana/Superboya, czyli w More Fun Comics vol. 1 #101 (styczeń 1945), Jor-Elowi udaje się zbudować jeden niewielki statek na chwilę przed eksplozją Kryptona (spowodowaną geologiczną niestabilnością) i skierować go w stronę Ziemi. W tym okresie zarówno historia samego Supermana, jak i wizja planety Krypton zostaje znacząco dopracowana. Ojciec Kal-Ela był znanym naukowcem na Kryptonie, ojczyźnie niezwykle zaawansowanej cywilizacji. Na jego rodzimej planecie, rządzonej przez Radę Naukowców, prowadzono zaawansowane eksperymenty nad możliwością podróży kosmicznych. W jednym z eksperymentów wojskowych zleconych przez generała Dru-Zoda naukowiec Jax-Ur niszczy jeden z dwóch księżyców Kryptona. Od tego momentu podróże kosmiczne zostają zabronione (Phantom Zone vol. 1 #1 ze stycznia 1982 roku). Pojawia się także więcej szczegółów na temat młodości Supermana. Pomaganiem ludziom jako Superboy zajmował się już od 8. roku życia. Jako nastolatek podkochiwał się w Lanie Lang, dziewczynie z sąsiedztwa, i przyjaźnił się z Pete’em Rossem. Wielokrotnie podróżował w czasie. Został przyjęty w szeregi pochodzącej z XXX wieku, drużyny nastoletnich herosów o nazwie Legion Superbohaterów (Legion of Super-Heroes), z której członkami odbył wiele przygód w odległej przyszłości. Potem, w czasie dziennikarskich studiów w Metropolis poznał Lori Lemaris, jednak tajemnica, którą skrywała dziewczyna (Lori była w rzeczywistości syreną), uniemożliwiła im kontynuowanie związku. Jako Clark Kent tymczasem kończy uniwersytet na kierunku dziennikarstwa i otrzymuje pracę w Daily Planet. Również rozwijany zostaje motyw relacji Clarka z Lois Lane. Perypetie dziewczyny Clarka/Supermana mażna było śledzić m.in. w serii Superman's Girlfriend, Lois Lane (wydawanej w latach 1958–1974). Kolejną postacią z otoczenia Supermana, która zyskała na znaczeniu był Jimmy Olsen. W serii wydawniczej Superman's Pal, Jimmy Olsen (wydawanej w latach 1954–1974) ukazywały się (przeważnie przepełnione tematyką fantastyczno-naukową) historie, w których Jimmy zyskiwał najróżniejsze moce, bądź przybierał to najrozmaitsze postacie (np. w Superman's Pal, Jimmy Olsen vol. 1 #31 Jimmy stał się superbohaterem o pseudonimie Elastic Lad, natomiast w Superman's Pal, Jimmy Olsen vol. 1 #52 zmienił się w wilkołaka).
Od końca lat 50. zaczął pojawiać się szereg najróżniejszych postaci bazujących na koncepcji Supermana. W komiksie Action Comics vol. 1 #252 z maja 1959 roku (historia The Supergirl from Krypton!) na Ziemię przybywa Kara Zor-El, kuzynka Supermana, która stanie się superbohaterką na wzór Kal-Ela, o pseudonimie Supergirl. Debiutują również super-zwierzęta: Krypto, super-pies z Kryptonu (Adventure Comics vol. 1 #210 z marca 1955 roku), Beppo, super-małpka z Kryptonu (Superboy vol. 1 #76 z października 1959 roku), Streaky, kot obdarzony super-mocami (Action Comics vol. 1 #261z lutego 1960), oraz Comet, skrzydlaty koń Supergirl (Action Comics vol. 1 #292 z września 1962 roku). Razem tworzyły one drużynę noszącą nazwę Legion Super-Zwierzaków (Legion of Super-Pets). Supermanowi dochodzą nowi potężni wrogowie – jego mroczny sobowtór – Bizarro (początkowo jako Bizarro Superboy, debiut w Superboy vol. 1 #68 z listopada 1958 roku), oraz android z kosmosu – Brainiac (debiut w Action Comics vol. 1 #242 z lipca 1958). W komiksie Action Comics vol. 1 #241 z czerwca 1958 (historia The Super-Key to Fort Superman) roku debiutuje nowa siedziba Kryptonianina – arktyczna Forteca Samotności (Fortress of Solitude). Zastąpiła pierwotną siedzibę noszącą nazwę Secret Sanctuary bądź Secret Citadel (pierwszy raz pojawiła się w Superman vol. 1 #17 z lipca 1942). W komiksie Brave and the Bold vol. 1 #28 (marzec 1960 roku) zadebiutowała nowa, drużyna superbohaterów DC Comics – Liga Sprawiedliwości Ameryki (Justice League of America). Jej członkami stali się tacy herosi jak Aquaman, Batman, Wonder Woman, Flash, Martian Manhunter i Green Lantern. W historii założenia tejże drużyny najwięksi superbohaterowie komiksów DC łączą siły, aby stawić czoło przypominającej ogromną rozgwiazdę istocie z kosmosu o nazwie Starro.
W latach 50. emitowany był w telewizji serial aktorski pt. Adventures of Superman z George’em Reevesem w roli głównej. Pojawiły się również seriale animowane, takie jak The New Adventures of Superman (z lat 1966–1970), czy też The Adventures of Superboy (z lat 1966–1969).

### Brązowa era komiksu (lata 60.–80.)
Mimo spadku popularności tej formy literatury – przygody Supermana wciąż są jedną z najlepiej sprzedających się serii komiksów. W latach 1971–1985 redaktorem tytułów o przygodach Supermana został Julius Schwartz. Pojawili się wówczas nowi scenarzyści historii o przygodach człowieka ze stali: Dennis O’Neil, Elliot S. Maggin, Cary Bates, oraz rysownik Neal Adams. Superman stopniowo rozwijał swoje moce. W historii potocznie znanej jako Sandman Saga (Superman vol. 1 #233-#235, #237-#238, oraz #241-#243), autorstwa scenarzysty Dennisa O’Neila i rysownika Neala Adamsa, zostały wyeliminowane (jednak tylko na krótko) ograniczenia, związane z oddziaływaniem kryptonitu. W historii tej, prezes Galaxy Broadcasting System (GBS) Morgan Edge wykupił Daily Planet, a następnie uczynił Clarka głównym prezenterem stacji telewizyjnej – WGBS-TV. Później przyjaciółka Clarka – Lana Lang również rozpoczęła pracę w należącej do Morgana Edge’a stacji. Wrogowie Supermana również stali się coraz potężniejsi. W komiksie Superman's Pal, Jimmy Olsen vol. 1 #134 z grudnia 1970 roku, do którego scenariusz napisał Jack Kirby, debiutuje (w tym numerze zostaje pokazany tylko gościnnie) nowy złoczyńca – Darkseid. Kirby wykorzystał później tę postać do stworzenia w 1971 roku koncepcji Czwartego świata (Jack Kirby’s Fourth World).
Komiksowy świat, w którym żyje Clark Kent/Superman, staje się coraz bardziej skomplikowany. Okazuje się, że oprócz właściwego świata istnieją inne, paralelne jego wersje, na których żyją również inne wersje Supermana, nie zawsze tak dobre jak właściwy. W brązowej erze komiksu kontynuowano przygody Supermana z Ziemi-Dwa. W komiksie Action Comics vol. 1 #484 (czerwiec 1978) Superman wziął ślub z Lois Lane. Później, w komiksie Superman Family vol. 1 #196 z sierpnia 1979 roku (historia Editor of the Star), Clark stał się redaktorem naczelnym Daily Star. W All-Star Comics vol 1 58 z lutego 1976 roku, Kal-L odkrywa kryptońską rakietę, w której przyleciała jego kuzynka – Kara Zor-L, lepiej znana jako Power Girl (odpowiedniczka Kara Zor-El/Supergirl z Ziemi-Jeden). W innych uniwersach jeden z największych wrogów Supermana – Alexander Luthor Sr. (uniwersum Ziemi-Trzy), jest jedynym bohaterem i obrońcą świata, żonatym z Lois Lane, a w jeszcze innych Superman jest tylko częścią większej drużyny superbohaterów.
Utrzymanie znaczącej popularności postać Supermana zawdzięcza także znanej aktorskiej kreacji Christophera Reeve’a w filmach poświęconych przygodom superbohatera. Pierwszy film z serii z 1978 roku (w reżyserii Richarda Donnera), został pozytywnie przyjęty zarówno przez krytyków jak i publiczność i otworzył furtkę do trzech kontynuacji, które jednak nie odniosły porównywalnego z pierwszą częścią sukcesu. Oprócz Reeve’a w czteroczęściowej serii wystąpili m.in. tacy aktorzy jak: Marlon Brando, Gene Hackman, Margot Kidder, Terence Stamp, Richard Pryor, Robert Vaughn i Jackie Cooper.

### Komiksy poKryzysie na Nieskończonych Ziemiach(lata 80.–2011)

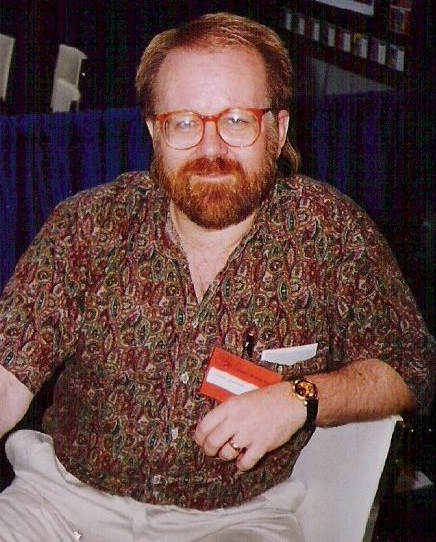
John Byrne, autor miniserii Man of Steel, będącej pierwszą po zakończeniu Kryzysu na Nieskończonych Ziemiach (Crisis on Infinite Earths) współczesną wersją genezy Supermana.

W 1985 roku, DC wydało 12-częściowy crossover zatytułowany Kryzys na Nieskończonych Ziemiach (Crisis on Infinite Earths), który łączy wielowymiarowy świat w jeden wymiar a wszyscy bohaterowie DC prowadzą walkę ze złoczyńcą o nazwie Anti-Monitor, powodując przy tym unicestwienie większości alternatywnych światów. Wszystkie dotychczasowe wersje Supermana, Lexa Luthora i Lois Lane zostają wymazane z rzeczywistości. Po tej serii wszystkie postacie w uniwersum DC zostały zmienione i zaktualizowane.
W 1986 roku ukazała się sześcioczęściowa seria autorstwa Johna Byrne’a, zatytułowana Man of Steel, będąca pierwszą współczesną próbą pokazania genezy Supermana. Restart z 1986 roku przyniósł istotne zmiany w ukazywaniu postaci. Zauważalną różnicą, była odmienna wizja planety Krypton. Byrne wprowadził kryptońskie urządzenie, zwane matrycą narodzin (kryptonian birthing matrix), w którym płód rozwijał się poza ciałem matki, nienarażony na działanie promieniowania kryptonitowego, jakie dziesiątkowało populację Kryptonian pod koniec istnienia ich planety. To właśnie w matrycy zdolnej przemierzyć kosmos (a nie jak dotychczas to ukazywano – w rakiecie ratunkowej), Kal-El został wysłany na Ziemię i znaleziony przez małżeństwo Kentów. Współczesność przyniosła także zmiany dotyczące dawnych wrogów Supermana. Lex Luthor przestał być pokazywany wyłącznie jako szalony naukowiec i stał się pozbawionym skrupułów przedsiębiorcą i szefem korporacji LexCorp. Powracają również pozostali złoczyńcy m.in. Metallo (John Corben), Bizarro, Darkseid i inni.
Mimo początkowego sukcesu popularność komiksów z odnowioną postacią zaczęła stopniowo maleć. W roku 1992 ukazuje się historia The Death of Superman (całość składała się z trzech części: Doomsday!, Funeral for a Friend i Reign of the Superman!), w której Superman umiera podczas pojedynku z bestią z Kryptonu, zwaną Doomsday. W następnych częściach pojawia się kilku pretendentów do miana Supermana (seria Reign of the Superman!). Pojawiają się zatem Cyborg Superman (Henry Henshaw), Last Son of Krypton (Eradicator), Steel (John Henry Irons) i nowy Superboy – hybryda DNA Supermana, oraz Lexa Luthora. Wreszcie prawdziwy Superman powraca – nosi odtąd długie włosy i tymczasowo pozbawiony jest mocy, a wkrótce po ich odzyskaniu on i Lois zawierają małżeństwo (Superman: The Wedding Album z grudnia 1997 roku), co zbiega się także z małżeństwem Clarka z Lois w serialu telewizyjnym Nowe przygody Supermana (Lois & Clark: New Adventures of Superman). Pod koniec lat 90. Superman traci swoje tradycyjne moce i przekształca się w istotę manipulującą energią elektromagnetyczną (historia Superman Red/Superman Blue wydawana od lutego do czerwca 1998 roku). Dawną formę odzyskał dopiero w historii Superman Forever. W 2001 roku jego arcy-wróg – Lex Luthor został wybrany Prezydentem Stanów Zjednoczonych (Superman: Lex 2000 ze stycznia 2001 roku), jednak szybko został pozbawiony tego urzędu przez Batmana i Supermana, kiedy wyszły na jaw jego zbrodnicze intencje (historia The World’s Finest w Superman/Batman). Superman musiał ratować świat przed zagrożeniem z kosmosu – Imperiexem (crossover Our Worlds at War). Twórcy serialu animowanego Batman (Batman: The Animated Series), stworzyli nową animację Superman (Superman: The Animated Series). Serial emitowany był w stacji The WB Television Network latach 1996–2000, a jego akcja rozgrywała się w tym samym uniwersum co wcześniejsze przygody Batmana. Przygody obu superbohaterów kontynuowane były na Cartoon Network w postaci seriali animowanych Liga Sprawiedliwych (Justice League) (z lat 2001–2004) i Liga Sprawiedliwych bez granic (Justice League Unlimited) (z lat 2004–2006).
Po klęsce filmu Superman IV (Superman IV: The Quest for Peace) z 1987 roku, w reżyserii Sidneya J. Furiego, przez bardzo długi okres postać nie pojawiała się w żadnym filmie kinowym. Od początku lat 90. studio Warner Bros. bezskutecznie próbowało przywrócić postać na duży ekran m.in.: plany zrealizowania Superman V (ponownie z Christopherem Reeve’em w roli głównej), Superman Reborn (którego fabuła miała opierać się na popularnej wówczas historii The Death of Superman), Superman Lives (na podstawie poprawianego przez Kevina Smitha scenariusza Superman Reborn, miał zostać wyreżyserowany przez Tima Burtona, a tytułową rolę miał zagrać Nicolas Cage), Batman vs. Superman (obraz miał wyreżyserować Wolfgang Petersen), czy też Superman: Flyby (na podstawie scenariusza J.J. Abramsa, mającym opowiedzieć historię Supermana od nowa). Ostatecznie w 2006 roku do kin trafił Superman: Powrót (Superman Returns), w reżyserii Bryana Singera, z Brandonem Routhem w roli głównej. Film był luźną kontynuacją wydarzeń z poprzednich kinowych filmów o Supermanie.
Wiele zmian wprowadziło pojawienie się w stacji The WB (później przemianowanej na The CW) w 2001 roku serialu Tajemnice Smallville (Smallville). Ze względu na jego ogromną popularność wydawcy zdecydowali się wprowadzić nowe wątki w świeżo wydawanych komiksach poświęconych przygodom Supermana. Szczególe widać to było w składającej się z dwunastu zeszytów limitowanej serii Superman: Birthright z lat 2003–2004, na podstawie scenariusza Marka Waida i rysunków Leinila Francisa Yu. Superman: Birthright ukazywał zupełnie odmienną od historii Johna Byrne’a z 1986 roku, uwspółcześnioną wizję genezy superbohatera. Mark Waid przywrócił wiele motywów ze srebrnej ery komiksu m.in. przywrócił koncepcję klasycznej rakiety, w której Jor-El wysłał swojego syna na Ziemię jako niemowlę, nie zaś jak ukazał to Byrne jako płód. Wprowadził także wiele nowych pomysłów np. tarcza na piersi Supermana, przypominająca literę „S” stanowi odtąd kryptoński symbol nadziei, Superman został wyposażony w moc widzenia aury żywych istot, Waid uczynił również Clarka wegetarianinem.

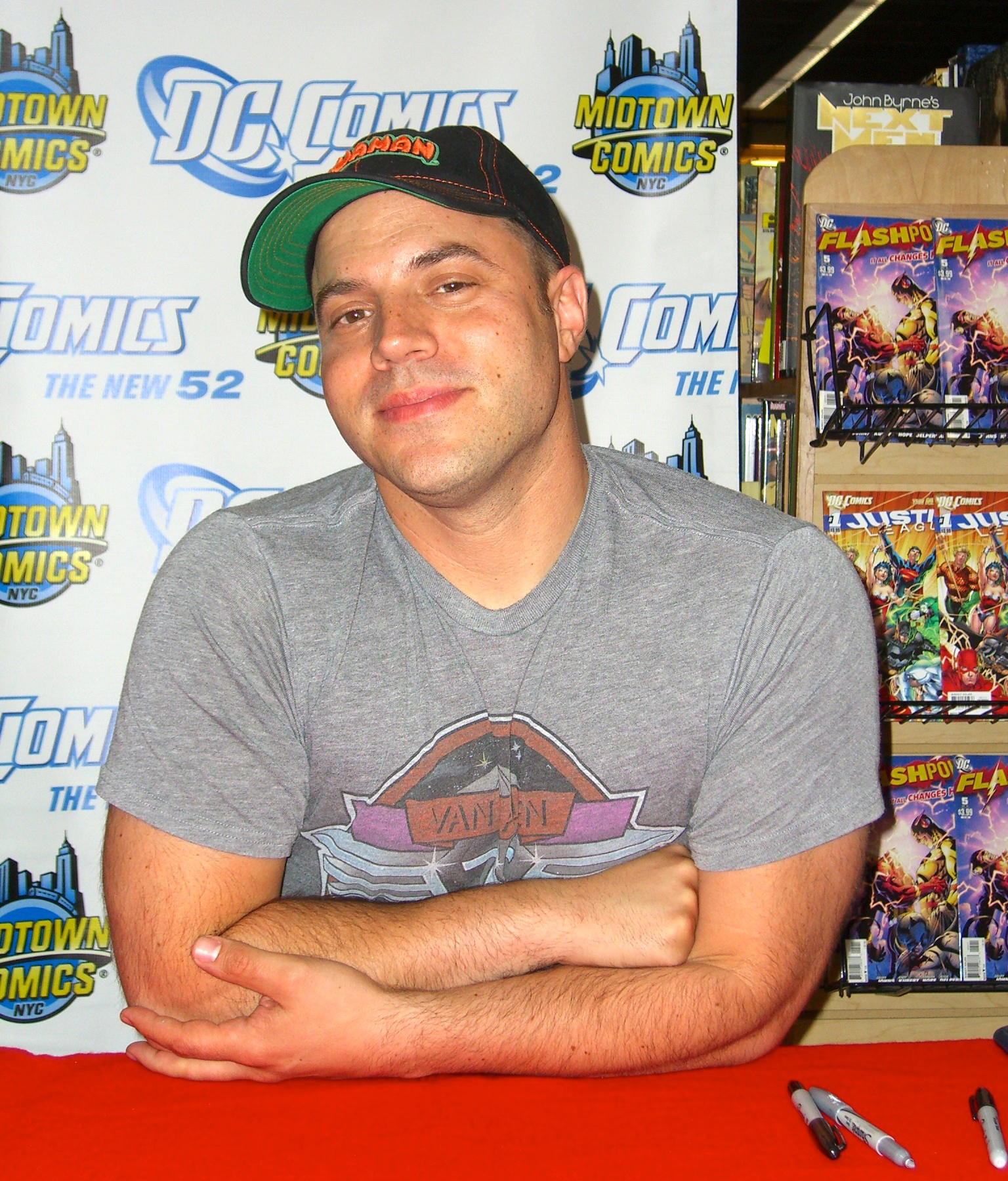
Geoff Johns, autor licznych komiksów z udziałem Supermana m.in. Infinite Crisis i nowej genezy postaci – Superman: Secret Origin.

W latach 2005–2006 DC Comics wydało crossover zatytułowany Kryzys Nieskończoności (Infinite Crisis), na podstawie scenariusza Geoffa Johnsa, nawiązujący do wydarzeń z Kryzysu na Nieskończonych Ziemiach (Crisis on Infinite Earths). Oryginalny Superman z Ziemi-Dwa (Kal-L) ucieka z alternatywnego, „niebiańskiego” wymiaru wraz ze swoją żoną Lois, Alexandrem Luthorem Jr. (z uniwersum Ziemi-Trzy) i Superboy-Prime’em (z Ziemi-Prime). Kal-L chce odtworzyć wszechświat, który jego zdaniem jest uszkodzony przez istnienie multiwersum. Uważa on również, że to jedyny sposób aby uratować umierającą Lois ze swojego macierzystego uniwersum. Alexander Luthor Jr. buduje na bazie zwłok Anti-Monitora maszynę zasilaną energią porwanych nadludzi, która ponownie tworzy Ziemię-Dwa, i przetransportowuje tam Kal-La i Lois. Lois na krótko wraca do zdrowia, po czym nagle umiera. Pogrążony w smutku Kal-L, zrzuca winę na przybyłego na Ziemię-Dwa Supermana z aktualnego uniwersum i zaczyna z nim walczyć, aż w końcu obu mocarzy rozdziela Wonder Woman. W międzyczasie Superboy-Prime staje się bezwzględnym złoczyńcą. Dochodzi do decydującej bitwy w której herosi powstrzymują Alexandra Luthora Jr. przed próbą unicestwienia wszechświata, zaś Superman (Kal-L) stacza walkę z Superboy-Prime’em w której ponosi śmierć. Uwięziony Superboy-Prime, poprzysięga zemstę.
Po Kryzysie Nieskończoności przedstawiono kolejna wersję początków działalności człowieka ze stali, a mianowicie limitowaną serię (z lat 2009–2010) pod tytułem Superman: Secret Origin (scenariusz: Geoff Johns, rysunki: Gary Frank). Seria opowiadała historię Clarka/Supermana od czasów jego dzieciństwa do początku jego kariery jako superbohatera jak i reportera Daily Planet. Twórcy wówczas zaprezentowali wygląd głównego bohatera, inspirowany byłym odtwórcą tej postaci – Christopherem Reeve’em, aczkolwiek nie tyczyło się to wyglądu młodego Clarka. Podobnie jak w serialu Tajemnice Smallville (Smallville), fabuła dwóch pierwszych zeszytów skupia się na latach młodości Clarka. Zostają tam pokazane m.in. odkrycie przez Clarka prawdy o swoim pochodzeniu, pierwsze manifestacje mocy, jego relacje z Laną Lang i Pete’em Rossem, a zwłaszcza z Lexem Luthorem. Historia Lexa w dużym stopniu nawiązuje do popularnego wówczas serialu. Ukazywany jest jako przyjaciel z dzieciństwa Clarka Kenta, który dopiero po jakimś czasie odwrócił się od niego. Według wersji serialowej tłem stała się obsesja Luthora na punkcie odkrycia sekretu Clarka, oraz konkurowanie o względy Lany Lang, zaś w Superman: Secret Origin – zazdrość i urażona duma. Postać ojca Lexa – Lionela Luthora różni się znacznie od serialowego pierwowzoru. W Superman: Secret Origin ukazano nowe genezy dwóch innych wrogów herosa: Parasite'a (Rudolpha Jonesa) i Metallo (Johna Corbena). W następnych wydaniach Action Comics zostali odnowieni klasyczni przeciwnicy m.in. generał Zod i Brainiac. W historii Superman: Last Son (składających się z numerów Action Comics vol. 1 #844-845, #846, #851 i Action Comics Annual vol. 1 #11), Generał Zod, wraz ze swoimi poplecznikami poszukiwał na Ziemi swojego syna – Lor-Zod, który został później zaadoptowany przez Clarka i Lois i był wychowywany jako Christopher Kent. W Superman: Brainiac (Action Comics vol. 1 #866-870) Superman musiał stawić czoło Brainiacowi i uratować Metropolis. Clark odkrywa na statku kosmity tysiące zmniejszonych i zabutelkowanych miast z niemal całej galaktyki, w tym kryptońskie miasto Kandor, które później wraca do normalnych rozmiarów. W tej historii ginie również przybrany ojciec Clarka, Jonathan Kent. W Superman: New Krypton, bohater utworzył dla swoich rodaków nową planetę – Nowy Krypton i przeniósł ją naprzeciwko Ziemi, pod drugiej stronie Słońca. W Superman: World of New Krypton, Superman postanawia opuścić Ziemię, aby żyć pośród innych Kryptonian, chcąc w ten sposób zaprowadzić pokój między rasą ludzką a Kryptonianami. Wątek nowej ojczyzny rasy kryptońskiej był kontynuowany w historii Last Stand of New Krypton, która opowiada o odparciu ataku Brainiaca na Nowy Krypton, który uległ poważnemu zniszczeniu w wyniku walk jak i lekkomyślnych działań Zoda. Pod koniec Zod wypowiada wojnę Ziemi, co było podstawą fabuły kolejnej historii – War of the Superman. W czasie ataku sił Zoda, przetrzymywany na Nowym Kryptonie złoczyńca Reactron, wysadził się w powietrze niszcząc planetę, zabijając przy tym jej mieszkańców. Luthor i wojsko USA wykorzystują na krótko moc czerwonego słońca, co wystarczyło jednak by zabić część przebywających w kosmosie Kryptonian. Historia kończy się bitwą Supermana z Zodem, po której fanatyczny generał zostaje ponownie uwięziony w Strefie Widmo. Superman postanawia pozostać na Ziemi, lecz teraz musiał odbudować zaufanie ludzkości (Superman: Grounded). Zaczął więc przemierzać Stany, starając się pomagać ludziom, tam gdzie jest to konieczne. W Reign of Doomsday, Superman i jego najbliżsi sojusznicy musieli pokonać Doomslayera, tajemniczą istotę, która postawiła sobie za cel zniszczenie oryginalnego Doomsdaya i wszelkiego życia na Ziemi.
W 2011 roku DC Comics wydało crossover Flashpoint, opowiadający o paradoksie jaki nieświadomie wywołał Flash. Jego następstwem było wykształcenie się alternatywnej linii czasowej, w której historie poszczególnych postaci zostały całkowicie zmienione. Losy Supermana zostały opowiedziane w Flashpoint: Project Superman vol. 1 #1-3. Rakieta z Kal-Elem zamiast w Smallville, rozbiła się w Metropolis, czyniąc ogromne zniszczenia i zabijając tysiące osób. Niemowlę odtąd stało się własnością rządu o nazwie „obiekt nr. 1”. Kal-El dorastał w zamknięciu, pozbawiony dostępu do promieni słonecznych, w tajnej bazie badawczej. Na podstawie DNA chłopca, rząd USA próbował stworzyć klony, mogące posłużyć jako broń. Zyskał on sympatię generała Sama Lane’a, który traktował go jak syna, którego sam nigdy nie miał. Kal zostaje w końcu uwolniony przez siejącego w bazie spustoszenie osobnika o nazwie „obiekt nr. 0” (Neila Sinclaira). Następnie Kryptonianin udaje się do biura generała Lane’a, gdzie znajduje jego córkę – Lois. Sinclair próbuje zabić ich oboje, lecz zostaje powstrzymany przez generała Lane’a, który wysyła siebie i napastnika do Strefy Widmo. Po przejęciu projektu przez generała Nathaniela Adama, Kal-El zostaje zamknięty w bunkrze. W końcu uwalniają go Flash, wraz z Batmanem (Thomasem Wayne’em) i Cyborgiem. Barry chce, aby przybysz z Kryptonu pomógł im zapobiec wojnie pomiędzy imperiami Wonder Woman i Aquamana oraz naprawić zakłóconą rzeczywistość, jednak widzi zarazem, że strasznie szczupły Kal w ogóle nie przypomina tego Supermana, którego on znał sprzed paradoksu. Kiedy ciało kosmity zostaje poddane działaniu promieni słonecznych, ten udaje się do okupowanej przez Amazonki Wielkiej Brytanii, gdzie przebywa Lois. Na miejscu ratuje przyjaciółkę przed atakiem Amazonek, jednak w tym samym czasie zjawia się Sinclair, który chce zemsty. Walka kończy się zwycięstwem Kal-Ela, lecz wraz ze śmiercią Sinclaira, Lois zostaje śmiertelnie ranna i ostatecznie umiera w ramionach przybysza z innej planety. Nie widząc innej możliwości, atakuje walczące ze sobą armie Atlantydów i Amazonek.

### New 52(od 2011)
Następny restart uniwersum DC miał miejsce po zakończeniu wydarzeń z crossoveru Flashpoint i po raz kolejny historia wszystkich rezydentów mainstreamowego uniwersum (w tym Supermana) zostaje opowiedziana od nowa. W historii Superman and the Men of Steel (Action Comics Vol. 2 #1-8) autorstwa Granta Morrisona, ukazano przygody superbohatera, na pięć lat przed założeniem Ligi. Wczesny kostium Clarka składa się z peleryny, niebieskiego t-shirta z klasycznym logiem Supermana, i dżinsów. Jego moce nie są jeszcze w pełni rozwinięte. Pomimo iż stara się być obrońcą Metropolis, zostaje uznany wrogiem publicznym. Jest ścigany przez policję, a później przez wojsko dowodzone przez generała Sama Lane’a i wspierającego go Lexa Luthora, którym w końcu udaje się go pojmać. Luthor każe go torturować w celu wymuszenia zeznań, jednak Clarkowi udaje się uwolnić. W bazie znajduje pojazd kosmiczny, w którym przybył na Ziemię. W tej historii pojawia się również Brainiac (tutaj nazywany Kolekcjonerem Światów). W retrospekcji ukazano jak uprowadza on miasto Kandor, z którego w ostatniej chwili udaje się uciec Lorze-Van z dzieckiem (małym Ka-Elem). Teraz jego celem stała się Ziemia. Kiedy Brainiac przypuszcza atak na Metropolis, przejmuje również kontrolę nad noszącym egzoszkielet Johnem Corbenem (Metallo). Kiedy Superman wraz z Johnem Henrym Ironsem (noszącym własny egzoszkielet) stawiają czoło siłom najeźdźcy, część Metropolis w którym przebywali m.in. Luthor, Lois Lane i Jimmy Olsen zostaje uprowadzone przez Brainiaca. Superman wyrusza na ratunek i trafia na statek Kolekcjonera. Tam oprócz zabutelkowanego miasta, znajduje również nowy kostium. Po zwycięskiej walce z Kolekcjonerem i Corbenem przywraca Metropolis do normalnych rozmiarów.
W pozostałych seriach wydawniczych (Superman vol. 3, Superboy vol. 6 i Supergirl vol. 6) scenarzyści skupiają się na aktualnych przygodach bohatera i jego sprzymierzeńców. Superman ma odtąd również nowego przeciwnika, nazywającego się H'El (debiut w Supergirl vol. 6 #13), który staje się głównym antagonistą w crossoverze H'El on Earth.
W czerwcu 2013 do kin trafiła najnowsza wersji przygód Supermana Człowiek ze stali (Man of Steel), w reżyserii Zack Snyder. Odtwórcą głównej roli został Henry Cavill. W tym samym roku, na odbywających się w San Diego targach Comic-Con, Zack Snyder zapowiedział pojawienie się postaci Batmana w sequelu.

## Moce i umiejętności
Superman jako archetyp superbohatera posiada szereg mocy znacznie przewyższających każdego normalnego człowieka. Zakres jego mocy i umiejętności rozwijał się przez lata. W pierwszym komiksie o przygodach Supermana (Action Comics vol. 1 #1, z czerwca 1938), przedstawiono pierwszą próbę wyjaśnienia ich pochodzenia. Moce Supermana miały wynikać z tego, iż należał on do rasy bardziej rozwiniętej fizycznie niż ludzie. Miało to w praktyce oznaczać, że rasa kryptońska, żyjąca w swoim naturalnym środowisku jakim była planeta Krypton, miała dysponować takimi samymi mocami, jakimi Superman dysponował na Ziemi. Wśród pierwszych mocy herosa były: nadludzka siła (Clark był silniejszy od pędzącej lokomotywy), nadludzka szybkość (był szybszy od lecącej kuli), wyostrzone zmysły, niezniszczalność (był w stanie wytrzymać trafienie amunicji karabinowej i wybuch pocisku artyleryjskiego), a także wykonanie dalekiego skoku, wówczas na odległość 1/8 mili (201 m) (bez trudu też przeskakiwał najwyższe budynki jednym skokiem). Jeszcze w latach 40. doszły nowe moce: latanie, wzrok emitujący promieniowanie rentgenowskie i cieplne, a także odporności na wybuch nuklearny. W historii The Origin of Superboy z komiksu More Fun Comics vol. 1 #101 (styczeń 1945) wyjaśniono zdolność latania. Zdolność ta miała być wynikiem przystosowania się rasy kryptońskiej do przyciągania grawitacyjnego znacznie cięższego, od tego jakie panuje na Ziemi.
Od czasów srebrnej ery komiksu fenomen mocy Supermana tłumaczono unikalną fizjologią Kryptonian. Rasa do której należał Kal-El rozwinęła się na planecie Krypton, która krążyła wokół czerwonego słońca o nazwie Rao (będący w zależności od publikacji albo czerwonym karłem, albo też czerwonym olbrzymem). Wraz z zetknięciem się Kryptonian (a także innych żywych istot z Kryptonu) z promieniami „żółtego słońca”, zachodziła w ich organizmach mutacja, która powodowała pojawienie się nadzwyczajnych mocy:

### Lista mocy
- Żywa bateria słoneczna – Komórki Kryptonian są zdolne przyswajać i magazynować energię słoneczną, zachowując się jak „żywa bateria słoneczna”[71]. W blasku rodzimego, czerwonego słońca Kryptonianie tracą wszystkie moce.
- Nadludzka siła – Superman jest jednym z najsilniejszych superbohaterów uniwersum DC. Oryginalnie Superman „był silniejszy od pędzącej lokomotywy”. Później był w stanie unieść np. samolot i inne równie ciężkie maszyny. W komiksach srebrnej ery (których akcja rozgrywała się w uniwersum zwanym Ziemia-Jeden) Superman był w stanie przesunąć całą planetę[72]. W niekanonicznej serii All-Star Superman, autorstwa Granta Morrisona, Superman był w stanie podnieść 200 kwintylionów ton (zapis w notacji naukowej: 2·1030)[73].
- Nadludzka kondycja – Superman jest zdolny do wytężonego wysiłku fizycznego, przekraczającego ludzkie możliwości. W wielu wersjach komiksowych Superman w ogóle nie potrzebuje spać, ani jeść aby utrzymać stały stan kondycji, wystarcza mu jedynie czerpanie energii z promieni słonecznych. Może również wstrzymać oddech na nieokreślony czas.
- Nadludzka szybkość – zdolność poruszania się, biegu, reagowania i latania z ogromną prędkością. Oryginalnie Superman „był szybszy od lecącej kuli”. W niektórych późniejszych komiksach Superman był równie szybki co Flash.
- Latanie – zdolność pozwalająca pokonać siłę grawitacji. Początkowo Superman był zdolny jedynie skakać na dużą odległość. Lata z wielką szybkością, a także potrafi delikatnie unosić się w powietrzu.
- Niezniszczalność – odporność na prawie wszystkie formy uszkodzenia ciała i dolegliwości, w tym działanie ekstremalnych sił zewnętrznych i działanie wysokich temperatur. Superman był w stanie wytrzymać wybuch bomby atomowej, a nawet latać do jądra gwiazdy. Był także odporny na niemal wszystkie choroby, oraz wpływ promieniowania z wyjątkiem czerwonego słońca i kryptonitu.
- Czynnik gojący – w przypadku odniesienia jakichkolwiek ran (będących następstwem np. promieniowania kryptonitowego, bądź blasku czerwonego słońca), organizm Supermana jest w stanie bardzo szybko się zregenerować i odnowić uszkodzone tkanki.
- Nadludzki oddech – Superman jest zdolny zrobić potężny wdech, którym może np. oczyścić powietrze z trującego gazu, a także potężny wydech, który może wywołać wiatr o sile huraganu, zdolny np. ugasić pożar.
  - Oddech zamrażający – Superman może zamrażać obiekty, bądź też oponentów.
- Wzrok termiczny – emitowanie z oczu promieniowania cieplnego. Rozżarzone źrenice Supermana emitują snop palącej wszystko czerwonej energii słonecznej, która może też przybrać formę wiązki laserowej. Jej siła rażenia, temperatura i szerokość wiązki może być dopasowana według potrzeb. Za pomocą tej mocy bohater może np. spawać stalowe elementy, albo razić nią przeciwników.
- Nadludzki wzrok – wyostrzony wzrok Supermana pozwala dostrzec to, czego normalne ludzkie oko nie potrafi:
  - Wzrok rentgenowski – emitowanie z oczu promieniowania rentgenowskiego pozwala Supermanowi widzenie przez ściany, przedmioty i żywy organizm. Moc ta jest nieefektywna gdy próbuje widzieć przez ołów.
  - Wzrok mikroskopowy – oczy Supermana są zdolne powiększyć obraz. Jego oczy działają praktycznie jak mikroskop, dzięki czemu może dostrzec szczegóły na poziomie komórek, a nawet molekuł.
  - Wzrok teleskopowy – oczy Supermana są zdolne dostrzec obiekty oddalone nawet kilometry od niego.
- Nadludzki słuch – wyostrzony słuch Supermana pozwala mu wyodrębnić i zlokalizować dźwięk oddalony niego na wiele kilometrów. Pozwala mu też słyszeć przez grube ściany.
- Nadludzki węch – wyostrzony węch Supermana jest równy węchowi niektórych zwierząt. Pozwala bez trudu rozpoznać i zlokalizować każdy zapach.
- Pamięć ejdetyczna – Supermana cechuje bezbłędna pamięć.
- Nadludzki intelekt – Supermana cechuje olbrzymia inteligencja.

### Umiejętności
- Walka wręcz – Superman walczy ze swoimi przeciwnikami przeważnie na gołe pięści. Stylu walki uczył się od superbohatera Wildcata (boks), superzłoczyńcy Mongula, Wonder Woman i Batmana. Posługuje się też kryptońskimi sztukami walki, takimi jak Torquasm-Rao i Torquasm-Vo.
- Dziennikarstwo – Clark Kent jest świetnym reporterem.
- Zdolności przywódcze – zostały nabyte w trakcie kierowania Ligą Sprawiedliwości.

### Słabości
- Kryptonit – promieniotwórczy pierwiastek z planety Krypton. W pierwszym zeszycie miniserii Man of Steel, autorstwa Johna Byrne’a wyjaśniono, że pierwiastek ten powstał na skutek reakcji łańcuchowej w jądrze planety, które powodowało ogromne ciśnienie, zmieniające wszystkie pierwiastki w nowy metal, którego promieniowanie zabijało całą populację Kryptonu[74]. Wraz z eksplozją planety, fragmenty kryptonitu zostały rozrzucone po całym kosmosie. Wiele skał kryptonitowych znalazło się na Ziemi jako meteoryty. Stanowią one główną broń wielu złoczyńców w walce z Supermanem i innymi Kryptonianami. Olbrzymia dawka promieniowania potrafi być zabójcza dla Kryptonian.
- Czerwone słońce – czerwone słońce było najbliższą gwiazdą Kryptonu. Było jednym z najważniejszych czynników rozwoju życia na planecie. W swoim naturalnym środowisku Kryptonianie nie posiadali żadnych nadprzyrodzonych mocy. Dopiero w wyniku napromieniowania energią żółtego słońca, Kryptonianie zyskali supermoce. Światło czerwonej gwiazdy odwraca ten proces, gdyż imituje ono naturalne warunki, jakie panowały na ich ojczystej planecie.
- Magia – Superman mimo swoich supermocy nie jest w stanie oprzeć się niektórym atakom magicznym.
- Ołów – Superman nie widzi przez ołów. Jest to jedyny pierwiastek na Ziemi, który opiera się mocom optycznym herosa.

### Wyposażenie
- Kryptonian Rocket – rakieta kosmiczna, w której Jor-El wysłał Kal-Ela na Ziemię.
- Legion Flight Ring – pierścienie noszone przez członków Legionu Superbohaterów. Służą do latania oraz komunikacji. Clark nosił pierścień, kiedy był członkiem Legionu w XXXI wieku. Zachował go jako pamiątkę, przechowywany jest w Fortecy Samotności.
- Phantom Zone Projector – kryptońskie urządzenie, pozwalające uwięzić osobę w alternatywnej rzeczywistości zwanej Strefą Widmo. Projektor służy Supermanowi jako więzienie dla najniebezpieczniejszych złoczyńców.
- Supermobile – pojazd latający, wykonany z jednego z najmocniejszych pierwiastków we wszechświecie. Służył Supermanowi do walki ze złoczyńcą Amazo, kiedy ten na krótko stracił swoje moce. Chronił bohatera przed szkodliwym promieniowaniem czerwonego słońca i kryptonitu. Uzbrojony jest w mechaniczne ramiona.

## Wrogowie Supermana
Do najsławniejszych wrogów Supermana należą:
- Ultra-Humanite – pierwszy wielki przeciwnik Supermana, będący zupełnym jego przeciwieństwem: kiedy cechą superbohatera była jego nadludzka siła i sprawność, Ultra-Humanite'a cechowała pokraczność, ale i ogromny intelekt. Wyglądem przypominał goryla albinosa, z wielkim mózgiem. Stracił on na znaczeniu wraz z pojawieniem się nowego geniusza zła – Lexa Luthora.
- Alexander Luthor/Lex Luthor – Alexander „Lex” Luthor jest największym, a zarazem najbardziej rozpoznawalnym wrogiem Supermana. Przepełniony megalomanią geniusz zbrodni, pała ogromną nienawiścią do bohatera. Jego historia i rola ulegała ciągłym zmianom w zależności od publikacji, jak i różnego rodzaju adaptacji. W tzw. srebrnej erze komiksu on i Superman byli przyjaciółmi, jednak spowodowany przez młodego herosa (wówczas Superboya) wypadek w laboratorium sprawił, że Lex całkowicie stracił włosy. Od tamtej chwili, zaczął nienawidzić Kryptonianina, aż w końcu ogarnęła go obsesja unicestwienia go. We współczesnych komiksach Lex Luthor jest wciąż przedstawiany jako naukowiec, ale także jako szef korporacji LexCorp. Chowa swoje socjopatyczne zapędy pod maską filantropa. Mimo iż jest uwielbiany przez mieszkańców Metropolis, Superman, oraz grono osób z jego otoczenia znają prawdziwe oblicze Luthora. Za sprawą manipulacji utorował sobie drogę do fotelu Prezydenta Stanów Zjednoczonych, jednak został siłą pozbawiony tego urzędu przez członków Ligi Sprawiedliwości. W bezpośredniej walce z Supermanem nosi specjalny skafander (warsuit).
- Przestępcy ze Strefy Widmo (ang. The Phantom Zone criminals) – kryptońscy przestępcy, uwięzieni w alternatywnej rzeczywistości zwanej Strefą Widmo:
  - Dru-Zod/Generał Zod (ang. General Zod) – kryptoński wyższy dowódca. W srebrnej erze komiksu, w czasie kryzysu jaki nastał po przerwaniu programu kosmicznego, Zod próbował przejąć władzę na Kryptonie za pomocą urządzenia, które tworzyło podobne do Bizarro klony. Został skazany za swoje zbrodnie na 40 lat w Strefie Widmo. W końcu odzyskał wolność za sprawą Superboya. Uzyskawszy identyczne moce co Kal-El, postanowił podbić Ziemię. Został jednak ponownie uwięziony, aczkolwiek czasami udawało mu się uciec ze Strefy Widmo i próbować zemścić się na synu Jor-Ela. W późniejszych komiksach pojawiła się wersja Zoda stworzona przez złoczyńcę Time Trappera w tzw. „kieszonkowym uniwersum” (pocket dimension). Kolejną postacią bazującą na oryginalnym Zodzie był Rosjanin o nazwisku Avruiskin, który jako dziecko w wyniku eksperymentu zyskał moce podobne do Supermana. Jednak w przeciwieństwie do Supermana, Avruiskin czerpał moc z czerwonego słońca, zaś tracił ją w promieniach żółtego słońca. Był dyktatorem fikcyjnej, byłej republiki ZSRR o nazwie Pokolistan (zlokalizowanej na pograniczu Czech, Niemiec i Polski). Najnowsze wersja Zoda bazuje na oryginale ze srebrnej ery. Kiedy Jor-El odkrył, że Krypton jest skazany na zagładę, Zod i jego kompanii – Non i Ursa zostali schwytani i skazani na zesłanie do Strefy Widmo za próbę puczu, zaś Jor-El został ich strażnikiem. Po ucieczce ze Strefy Widmo, Zod obrał sobie za cel odzyskanie syna, Lor-Zoda, który znalazł się pod opieką Supermana i Lois Lane (pod pseudonimem Chris Kent).
  - Faora Hu-Ul/Faora – mizoandryczna Kryptonianka, której nienawiść do mężczyzn doprowadziła do licznych morderstw, za co została zesłana do Strefy Widmo. Jest zaznajomiona w kryptońskiej sztuce walki, zwanej Klurkor, polegającej na obezwładnieniu przeciwnika poprzez uderzenie w czułe miejsca organizmu. Jej późniejsza wersja o imieniu Zaora, była kochanką rosyjskiego Zoda (Avruiskin).
  - Jax-Ur – kryptoński szalony naukowiec. W wyniku testów z bronią nuklearną zniszczył jeden z księżyców Kryptonu o nazwie Wegthor i tym samym wymordował zamieszkujących go 500 Kryptonian. W efekcie wszelkie loty poza orbitę planety zostały zakazane (dopiero zakaz ten został złamany przez Jor-Ela i Zor-Ela, którzy wysłali w rakietach swoje dzieci na Ziemię), zaś Jax-Ur za tę zbrodnię został zesłany do Strefy Widmo i okrzyknięty „największym zbrodniarzem”, jaki tam przebywał. Jax-Ur wielokrotnie uciekał ze swojego więzienia i stawał do walki z Supermanem. We współczesnych komiksach, wypuszczony przez Zoda naukowiec, działał na Ziemi jako uśpiony agent.
  - Dev-Em – początkowo młodociany przestępca z planety Krypton, który trafił na Ziemię i uwięził Superboya w Strefie Widmo. Po uwolnieniu się chłopca ze stali, Dev-Em przeniósł się w czasie do XXX wieku. Stał się nastoletnim superbohaterem. Był członkiem Międzygwiezdnego Korpusu Kontrwywiadowczego oraz Legionu Superbohaterów. Po Kryzysie pojawiły się dwie wersje tej postaci. Najpierw pojawiła się postać Devema, przywódcy kultu Connora, planującego wskrzesić Superboya. Najnowszy Dev-Em, był jednym z pomagierów Zoda.
  - Quex-Ul – przed Kryzysem jeden z pomocników generała Zoda.
  - Ursa – postać oryginalnie pochodząca z filmu Superman II, inspirowana postacią Faory. W komiksie Ursa była kryptońskim oficerem i podkomendną generała Zoda. Za udział w nieudanym puczu razem z Zodem i Nonem została skazana na pobyt w Strefie Widmo. W czasie odbywania kary stała się kochanką generała i urodziła mu syna – Lor-Zoda. Po ucieczce syna na Ziemię próbowała wraz z mężem go odzyskać.
  - Non – postać oryginalnie pochodząca z filmu Superman II, inspirowana postacią Quex-Ulu. W komiksie Non był naukowcem i przyjacielem Jor-Ela. Po odkryciu losu jaki miał spotkać planetę Krypton, Jor-El i Non starali się ostrzec jej mieszkańców przed katastrofą, lecz obaj zostali potępieni. Za dalsze głoszenie „herezji”, Non został poddany lobotomii, przez co stał się brutalnym niemową. Później związał się z Zodem i Ursą, a za udział w spisku trafił z nimi do Strefy Widmo. Po ucieczce z więzienia pomagał towarzyszom w odzyskaniu Lor-Zoda.
  - Doktor Xadu/Xa-Du (ang. Doctor Xadu/Xa-Du) – przed Kryzysem doktor Xadu był lekarzem, który został zesłany do Strefy Widmo za zabicie dziesiątków pacjentów podczas wykonywania nielegalnych eksperymentów nad krioniką. Postać ta powróciła na karty komiksu (odtąd jako Xa-Du), po restarcie uniwersum DC w 2011 roku. Jego historia uwięzienia w alternatywnej rzeczywistości nie uległa większej zmianie, jednak odtąd był w stanie operować poza Strefą dzięki specjalnemu kombinezonowi, za pomocą którego chciał dokonać zemsty na potomku Jor-Ela. Później stał się członkiem Anti-Superman Army.
- Uxar/Darkseid – jeden z największych superzłoczyńców w Uniwersum DC, stworzony przez Jacka Kirby’ego. Uxar, syn Yuga Khana i Heggry, jest kosmicznym dyktatorem planety Apokalips. Podobnie jak inni Nowi Bogowie, Darkseid jest niewiarygodnie potężny, w walce posługuje się mocą zwaną promieniami Omega, czyli wystrzeliwaną z oczu wiązką energii, którą jest w stanie zdalnie nakierować na cel. Ma trzech rodzonych synów: Kalibaka, Oriona (został on oddany Nowym Bogom z New Genesis jako gwarant pokoju między obiema planetami) i Grayvena. Kieruje armią złożoną z Elity i formacji Parademonów. Był owładnięty myślą opracowania tzw. równania Anty-Życia (Anti-Life Equation), które pomogłoby mu ziścić jego marzenie o dominacji nad wszechświatem. Mimo swojej potęgi nie mógł uciec od swojego nieuchronnego przeznaczenia, jaką była klęska z ręki Oriona, w bitwie stoczonym w pałacu dyktatora, Armaghetto.
- Vril Dox/Brainiac – Brainiac przeważnie jest przedstawiany jako android-kosmita z planety Colu. Jest jednym z najgroźniejszych złoczyńców w Uniwersum DC. Przemierza wszechświat w poszukiwaniu planet, na których rozwinęły się inteligentne formy życia. Kiedy udaje się mu takową znaleźć, zmniejsza do niewielkich rozmiarów jedno z największych skupisk jej mieszkańców jako próbkę, po czym niszczy całą planetę. W ten sposób gromadzi wszelkie dane o życiu we wszechświecie. Uczynił tak ze stolicą Kryptonu, miastem Kandor, jednak nie zniszczył planety, wiedząc o jej rychłej zagładzie. Cechuje go ogromna inteligencja i siła fizyczna, jak również zdolność manipulowania systemami komputerowymi i innymi maszynami.
- Doomsday – potężne monstrum, które zabiło Supermana w tytanicznym starciu, samemu ponosząc przy tym śmierć. Za każdym razem gdy powracał do życia stawał się coraz silniejszy. Powstał na Kryptonie za sprawą eksperymentu genetycznego, na długo przed pojawieniem się rasy kryptońskiej.
- Eradicator – starożytna sztuczna inteligencja z Kryptonu, zbudowana na bazie obcej technologii przez praprzodka Supermana, Kem-La. Próbowała terraformować Ziemię w Nowy Krypton. Później połączyła się z ziemskim naukowcem, Davidem Connerem. Po śmierci Supermana w walce z Doomsdayem, starała się zająć jego miejsce, aż w końcu stała się sojusznikiem wskrzeszonego człowieka ze stali.
- Bizarro – mroczny sobowtór Supermana. Pierwszy Bizarro pojawił jednorazowo się w jednym z komiksów o przygodach Superboya, jako jego nieudany klon stworzony za pomocą promieni duplikujących profesora Daltona i został zniszczony w tym samym numerze. Kolejna wersja (tym razem dorosła), została stworzona przez Lexa Luthora, również za pomocą promieni duplikujących. Później nieudany sobowtór Supermana stworzył podobną do siebie wersję Lois Lane i odleciał z nią w kosmos. Oboje zamieszkali w „Świecie Bizarro”, na planecie Htrae (z angielskiego Ziemia, czytana od tyłu), który działał w ramach „logiki Bizarro” (czyli wszystko było tam na opak np. popełnianie przestępstwa było zgodne z prawem). Po Kryzysie na Nieskończonych Ziemiach i restarcie Uniwersum DC, pojawiła się na krótko nowa wersja, będąca nieudanym klonem człowieka ze stali. Najnowsza wersja Bizarro została stworzona przez Jokera, gdy ten ukradł 99% mocy Mr. Mxyzptlka i stworzył nowy świat Bizarro.
- Mister Mxyzptlk – Mxyzptlk (wymawia się Miksiptlik) to psotliwy, mały chochlik z piątego wymiaru, posiadający niemal nieograniczone moce naginania praw fizyki, które często wykorzystuje, aby stwarzać Supermanowi co rusz to nowe problemy.
- Atlas – stworzona przez Jacka Kirby’ego postać, oryginalnie była bohaterem, który pierwotnie miał pojawić się jednorazowo w 1st Issue Special vol. #1. Został on później odświeżony jako tajemniczy antybohater powstały w ramach wojskowego Projektu 7734, zdolny nawiązać równą walkę z Supermanem.
- Metallo – dwóch cybernetycznych superzłoczyńców, mających za cel zgładzenie Supermana:
  - John Corben – były najemnik, który został przekształcony w potężnego cyborga z sercem z kryptonitu. Dzięki kawałkowi skały z macierzystej planety superbohatera, oraz nadludzkiej sile, Metallo jest groźnym przeciwnikiem.
  - Roger Corben – brat Johna Corbena, jego mózg został umieszczony w ciele androida, przez organizację SKULL.
- Henry Henshaw/Cyborg Superman – oryginalnie pastisz Mr. Fantastic z Fantastycznej Czwórki[75]. Henry „Hank” Henshaw był astronautą, który wraz z załogą wahadłowca Excalibur przeżył eksplozje wywołaną promieniowaniem z rozbłysku słonecznego. Załodze udało się powrócić na Ziemię, jednak w wyniku promieniowania ich ciała uległy mutacji. Ponieważ Superman nie zdołał ich uratować, Hank obwinił go o to co się z nimi stało, jak również o późniejszą śmierć swojej żony. Stając się cyborgiem, poprzysiągł zemstę na bohaterze. Po pozornej śmierci Supermana, Hank podszył się pod niego, twierdząc, że jest cybernetyczną formą Kryptonianina. Podstęp się powiódł, gdyż nawet Biały Dom oficjalnie uznał go „prawdziwym” Supermanem. Jednak Hank Henshaw zdradził tych, którzy powierzyli mu swoje życie, kiedy wraz ze złoczyńcą Mongulem zniszczył miasto Coast City. Wydarzenie to przyczyniło się do załamania psychicznego Hala Jordana (Green Lanterna) i późniejszej jego transformacji w Parallaxa. Później Cyborg Superman był członkiem Korpusu Sinestro, dalej szyderczo nosząc insygnia obrońcy Metropolis.
- Clark Kent/Ultraman – zły odpowiednik Supermana z równoległego wymiaru. Posiada te same moce co Superman. Przed Kryzysem na Nieskończonych Ziemiach źródłem mocy Ultramana (Kal-Ul) z Ziemi-Trzy był kryptonit, nie zaś żółte słońce. Jego wersja z komiksów wydawanych po Kryzysie pochodzi ze świata antymaterii. Był amerykańskim astronautą, który został obdarzony supermocami przez kosmitów. Jest członkiem Amerykańskiego Syndykatu Zbrodni (Crime Syndicate of America), złego odpowiednika Ligi Sprawiedliwości. Jego żoną jest Superwoman, Amazonka posługująca się nazwiskiem Lois Lane (zły odpowiednik Wonder Woman). Jej romans z Owlmanem (zły odpowiednik Batmana) doprowadza Ultramana do frustracji. Jego największym wrogiem w rodzimym świecie antymaterii jest bohaterska wersja Lexa Luthora.
- Atomic Skull – dwóch superzłoczyńców o mocy rażenia radioaktywnymi promieniami:
  - Albert Michaels – chcąc wyleczyć się ze stanu padaczkowego, Albert Michaels poddał się radykalnej radioterapii, w wyniku której zyskał moc rażenia strumieniem radioaktywnej energii. Zaczął pracować dla organizacji przestępczej SKULL, a z czasem został jej przywódcą.
  - Joseph Martin – zyskał nadludzkie zdolności wraz z wybuchem bomby genowej zaprojektowanej przez kosmiczna rasę Dominatorów. Przyjmując pseudonim Atomic Skull, zaczerpnięty z jego ulubionego filmu z lat 30., stał się jednym z wrogów Supermana.
- Lobo – kosmiczny łowca nagród. Ostatni przedstawiciel wymarłej rasy Czarnian.
- Parasite – dwóch złoczyńców, posiadających moc absorbowania energii z innych istot:
  - Raymond Maxwell Jensen – Parasite srebrnej ery, Raymond Maxwell Jensen był pracownikiem fabryki, w dziale badawczym. Po otwarciu jednej z beczek z odpadami promieniotwórczymi, zgromadzonych przez Supermana, Raymond zmienił się w potwora o purpurowej skórze, żywiącego się energią innych istot.
  - Rudolph Jones – Rudolph „Rudy” Jones był woźnym w filii laboratoriów S.T.A.R. w Pittsburghu. W wyniku manipulacji Darkseida, Rudy zmienił się w Parasite'a, w ten sam sposób co jego poprzednik.
- Siobhan McDougal/Silver Banshee – Irlandka, która przez wieki była uwięziona za sprawą magii w piekielnym wymiarze po tym, jak została oszukana przez wodza klanu. Kiedy pojawiły się u niej moce magiczne i powróciła z zaświatów, poprzysięgła zemścić się na wszystkich żyjących potomkach sprawcy jej niedoli. Jej krzyk potrafi wysysać życie z innych ludzi.
- Kryptonite Man – szereg różnych złoczyńców, posiadających moc emitowania kryptonitowego promieniowania.
- Joseph Meach/Composite Superman – były nurek, który stał się nadczłowiekiem o mocach Supermana i różnych członków Legionu Superbohaterów po tym, jak piorun uderzył w ich figury, aż w końcu trafił w niego samego. Dzięki mocy zmiennokształtności przybrał w połowie postać Supermana i w połowie Batmana. Wpierw próbował szantażować obu herosów, grożąc ujawnieniem ich ukrytych tożsamości, następnie próbował ich zgładzić. W końcu został pokonany, a jego moce zanikły. Kilka lat po tych wydarzeniach, kosmita o imieniu Xan przybył na Ziemię aby pomścić ojca, więzionego niegdyś przez Batmana i Supermana. Kosmicie udało się pozyskać moce Composite Supermana. Joseph Meach ostatecznie zginął przyjmując na siebie ogień z broni Xana, ratując tym samym Batmana i Supermana. Po Kryzysie motyw Composite Supermana został przedstawiony jako mecha (olbrzymi robot), skonstruowany przez Hiro Okamurę.
- Intergang – ogólnoamerykańska organizacja przestępcza, z siedzibą w Metropolis. Jest częściowo zaopatrywana przez Darkseida w broń i inną technologię pochodzącą z jego świata. Na jej czele stoi najpotężniejszy mafioso w Metropolis – Bruno Mannheim.
- Winslow Schott/Toyman – przestępca posługujący się różnego rodzaju niebezpiecznymi narzędziami zbrodni, przypominającymi niegroźne zabawki.
- Oswald Loomis/Prankster – przestępca-komediant, który korzysta z różnych praktycznych dowcipów i gagów w popełnieniu przestępstw.
- Livewire – kobieta o mocy kontroli elektryczności. Postać zapożyczona z serialu animowanego Superman (Superman: The Animated Series).
- Cyrus Gold/Solomon Grundy – Cyrus Gold, dziewiętnastowieczny kupiec, który został zamordowany, a jego ciało wrzucono do Slaughter Swamp, nieopodal Gotham City. Po powrocie do świata żywych zmienił się w niewyobrażalnie silne zombie, znane jako Solomon Grundy.
- Mongul – władca planety Warworld, na której rozgrywane są walki gladiatorów. Został zabity przez demona Nerona. Jego miejsce zajął syn mające takie samo imię, a później jego córka – Mongal.
- Imperiex – wszechpotężna i ogromna siła natury, której celem jest zniszczenie galaktyki, planująca na jej zgliszczach stworzyć nowy wszechświat. Ostatecznie został pokonany przez Supermana, Steela i Darkseida, którzy z pomocą Doomsdaya, oraz potężnej broni o nazwie Entropia Aegis położyli kres jego planom.
- Bloodsport – dwóch złoczyńców-najemników:
  - Robert DuBois – Afroamerykanin uzbrojony w broń palną, strzelającą nabojami z kryptonitu. Stał się seryjnym mordercą po tym, jak jego brat wrócił z wojny w Wietnamie jako kaleka. Jego obsesja wynikała z poczucia winy, gdyż to on został jako pierwszy powołany do wojska, lecz uciekł jako dezerter, przez co jego brat musiał zająć jego miejsce.
  - Alex Trent – biały supremacjonista, członek Bractwa Aryjskiego, uzbrojony w identyczną broń co pierwszy Bloodsport.
- Kenneth Braverman/Conduit – Kenneth „Kenny” Braverman, przyjaciel Clarka z czasów dzieciństwa. W młodości został napromieniowany energią kryptonitu i zyskał moc rażenia tąże energią. Popadł w obsesję zabicia Clarka i Supermana, aż w końcu odkrył, że to jedna i ta sama osoba. Nie żyje.
- Kal-El/Clark Kent/Superboy-Prime – alternatywna wersja Superboya, pochodząca z równoległego świata o nazwie Ziemia-Prime. W czasie Kryzysu na Nieskończonych Ziemiach pomógł on w pokonaniu złoczyńcy Anti-Monitora. Wówczas też jego ojczyste uniwersum zostało zniszczone. Przez dziesięciolecia Superboy-Prime był uwięziony w innym wymiarze zwanym Paradise Dimension. Uwolniony w czasie Kryzysu Nieskończoność (Infinite Crisis), sfrustrowany Superboy-Prime próbował zastąpić Supermana. Wówczas stał się jednym z czołowych antagonistów tej historii. Później był członkiem Korpusu Sinestro.
- Tobias Manning/Terra-Man – przed Kryzysem był przedstawiany jako rewolwerowiec z czasów Dzikiego Zachodu, który w wyniku uprowadzenia przez kosmitę zyskał nieziemskie zdolności. Posługiwał się zaawansowaną technologią kosmitów, która wyglądem przypominała typową dla jego czasów broń. Jeździł na skrzydlatym koniu o nazwie Nova. Po Kryzysie przedstawiany był jako były biznesmen, który stał się ekoterrorystą. W walce z superbohaterami używa zaawansowanej technologii.
- Preus – były kryptoński oficer służb porządkowych z zamkniętego w słoju miasta Kandor, o silnie ksenofobicznych poglądach. Po swojej uciecze zaczął polować na Supermana.
- Manchester Black – pochodzący z Wielkiej Brytanii antybohater o mocach telepatii i telekinezy. Kierował grupą o nazwie The Elite, złożoną z wyjętych spod prawa metaludzi. Jego sposób postrzegania sprawiedliwości stał się przyczyną konfrontacji z Supermanem.
- Morgan Edge – potentat medialny i właściciel Galaxy Broadcasting System (GBS), w której skład wchodzi stacja telewizyjna WGBS, gdzie Clark i Lana Lang pracowali w komiksach z lat 70. Później stał się złoczyńcą.
- Sam Lane – ojciec Lois i Lucy Lane, generał armii USA. Uprzedzony do Supermana i wszystkich Kryptonian, sądził, że ich pojawienie się zwiastuje inwazję. Za prezydentury Lexa Luthora mianowany sekretarzem obrony. Uznany za zmarłego, po niedoszłej inwazji Imperiexa. Powrócił jako szef tajnego wojskowego Projektu 7734, mającego na celu zniszczenie Nowego Kryptonu. Gdy zrozumiał, że jest odpowiedzialny za ludobójstwo Kryptonian, nie chcąc ponieść konsekwencji za swoje czyny, odebrał sobie życie.
- Toto/Titano – przed Kryzysem wysoce inteligentny szympans, wystrzelony w rakiecie w ramach eksploracji kosmosu. Poddany działaniu promieniowania Toto, zmienił się w olbrzymią małpę przypominającą King Konga, zdolną razić promieniowaniem kryptonitowym z oczu. Po Kryzysie Titano powstał w wyniku eksperymentu prowadzonego przez rząd USA.

## Rodzina, przyjaciele i sprzymierzeńcy Supermana
Wśród osób z najbliższego otoczenia Supermana znajdują się przybrani rodzice i dawni przyjaciele ze Smallville, koledzy z redakcji Daily Planet w Metropolis, oraz nieliczni Kryptonianie, którym udało się przeżyć zagładę ich ojczystej planety. W walce ze złem korzysta z pomocy wielu superbohaterów z uniwersum DC, zrzeszonych w drużynę o nazwie Liga Sprawiedliwości (Justice League). Wśród nich są:
- Daily Planet – gazeta codzienna publikowana w Metropolis. W jej redakcji pracuje Clark Kent:
  - Lois Lane – Lois jest miłością superbohatera. Z początku była zupełnie obojętna wobec Clarka, z drugiej zaś strony podkochiwała się w Supermanie, nie zdając sobie sprawy, że to jedna i ta sama osoba. Pracuje jako dziennikarka w Daily Planet. Przez lata jej relację z Clarkiem przedstawiano na różny sposób: od zwykłej koleżanki z pracy, zaciekłej rywalki, dziewczyny, aż w końcu jego żony. Lois jest ambitna i wścibska, chcąc zdobyć temat na artykuł jest niekiedy gotowa zaryzykować własnym życiem, przez co Superman wielokrotnie musiał ratować ją z opresji. Córka generała armii USA, Sama Lane’a, ma siostrę o imieniu Lucy.
  - Jimmy Olsen – James „Jimmy” Bartholomew Olsen jest młodym fotografem w redakcji Daily Planet, który często pracuje z Clarkiem i Lois. Jimmy zaprzyjaźnił się również z samym Supermanem, zyskując sobie przydomek „kumpla Supermana” („Superman's Pal”). Otrzymał od niego specjalny zegarek (signal watch), za pomocą którego może wezwać superbohatera w razie potrzeby. W niektórych komiksach wydawanych przed Kryzysem na Nieskończonych Ziemiach, Jimmy zyskiwał (zazwyczaj tylko przelotnie) szereg różnych supermocy, przyjmując przy tym najrozmaitsze pseudonimy, w celu pomocy Supermanowi.
  - Perry White – Redaktor naczelny Daily Planet. Znany z palenia cygar, Perry White jest bardzo rygorystyczny, zrzędliwy i porywczy, aczkolwiek zawsze stara się dbać o swoich pracowników. Ma żonę Alice i dwójkę dzieci Jerry’ego i Keith. Postać zapożyczona z słuchowiska radiowego The Adventures of Superman z lat 1940–1951.
  - Cat Grant – Cat Grant jest redaktorką rubryki towarzyskiej, została wprowadzona do komiksów po Kryzysie jako możliwa kochanka dla Clarka. Rozwódka i samotnie wychowująca matka, jej syn, Adrian został zamordowany przez Toymana. Później pracowała w stacji WGBS-TV, a następnie została rzecznikiem prasowym prezydenta Lexa Luthora. W końcu Cat wróciła do Daily Planet, prowadzi dział rozrywki i sztuki.
  - Ron Troupe – Ronald Troupe jest dziennikarzem politycznym pracującym w Daily Planet, został wprowadzony do komiksów po Kryzysie. Jest świetnym dziennikarzem, znanym ze swoich liberalnych poglądów. Poślubił siostrę Lois, Lucy, z którą ma syna Sama. Tym samym stał się szwagrem dla Clarka.
  - Steve Lombard – arogancki dziennikarz sportowy. Przed Kryzysem pracował razem z Clarkiem i Laną w stacji WGBS-TV. Po Kryzysie redaktor sportowy w Daily Planet.
- Jor-El i  Lara Lor-Van – biologiczni rodzice Supermana, z początku byli nazywani byli Jor-L i Lora. Oboje mieszkali w mieście Kryptonopolis. Jor-El był kryptońskim naukowcem, który przewidział zagładę Kryptonu, jednak jego hipotezy zostały wyśmiane i zlekceważone przez jego rodaków. Chcąc uratować syna, umieścili go w rakiecie i wysłali na Ziemię. Oboje zginęli gdy Krypton eksplodował.
- Jonathan i Martha Kent – rodzice zastępczy Supermana, którzy przyjęli i wychowali go po tym, jak wylądował na Ziemi. Często są określani jako tata i mama Kent. W komiksach sprzed Kryzysem na Nieskończonych Ziemiach oboje zmarli wkrótce po ukończeniu przez Clarka szkoły średniej. Po Kryzysie zostali ponownie pokazani, jednak tym razem tylko Jonathan umarł. Po restarcie uniwersum DC w 2011, oboje umierają na balu maturalnym Clarka.
- Kara Zor-El/Supergirl – Kara Zor-El jest kuzynką Kal-Ela z miasta Argo, które przez pewien czas przetrwało zagładę Kryptonu, aż do momentu, kiedy jego mieszkańcy zginęli od promieniowania kryptonitu. Jej rodzice wysłali ją na Ziemię, gdzie Superman uczynił z niej superbohaterkę na swoje podobieństwo. Po Kryzysie istniało wiele różnych wersji Supergirl m.in. Matrix (zmiennokształtna istota z „Pocket Universe”) i Linda Danvers (zwykła dziewczyna, która zyskała supermoce od Matrix). Kolejną postacią posługującą się tym pseudonimem była Cir-El. W 2004 roku powstała nowa wersja Kary Zor-El, bazująca na oryginalnej Supergirl ze srebrnej ery komiksu.
- Kara Zor-L/Power Girl – Power Girl jest alternatywną wersją Kary Zor-El (Supergirl), pochodzącą z Ziemi-Dwa i będąca kuzynką Supermana (Kal-L).
- Kon-El/Connor Kent/Superboy – przed Kryzysem na Nieskończonych Ziemiach Superboy był jedynie pierwszym pseudonimem, jakim posługiwał się mający zaledwie 8 lat Clark Kent, który później porzucił osiągając pełnoletność i stając się Supermanem. Po Kryzysie Superboy jest klonem, który początkowo zdawał się być zmartwychwstałym Supermanem. Superboy dowiedział się później, że jest w rzeczywistości hybrydą powstałą na bazie DNA ludzkiego i kryptońskiego. Początkowo sądził, że jego ludzki DNA pochodzi od Paula Westfielda, dyrektora Projektu Cadmus, czyli programu inżynierii genetycznej, w ramach którego on powstał. Później jednak odkrył, że jego ludzki DNA pochodzi od Lexa Luthora. Superboy obrał sobie kryptońskie imię Kon-El, natomiast na co dzień funkcjonuje pod ukrytą tożsamością Connera Kenta, kuzyna Clarka.
- Lor-Zod/Chris Kent/Nightwing – syn pary kryptońskich zbrodniarzy, generała Zoda i Ursy, zaadoptowany później przez Clarka i Lois. Obecnie działa pod pseudonimem Nightwing, którego również używa pomocnik Batmana – Dick Grayson.
- Zor-El i Allura In-Ze – kryptońscy naukowcy, rodzice Kary Zor-El (Supergirl), natomiast ich odpowiednicy z Ziemi-Dwa (Zor-L i Allura In-Z) byli rodzicami Kary Zor-L (Power Girl). Pochodzą z miasta Argo. W post-kryzysowym uniwersum ich miasto przetrwało zagładę dzięki skopiowaniu technologii Brainiaca, który je później odnalazł. Kosmita umieścił mieszkańców w zamkniętym w słoju mieście Kandor. Po tym jak Superman wykradł słój ze statku Brainiaca, mieszczące się odtąd w Fortecy Samotności miasto wróciło z czasem do swoich normalnych rozmiarów jako Nowy Krypton, stając się domem dla rodziców Kary. Allura zginęła w trakcie rozpętanej przez Zoda wojny, zaś Zor-El zginął w czasie ataku złoczyńców Metallo i Reactrona na Nowy Krypton.
- Krypto – superpies z Kryptonu. Przed Kryzysem Krypto był psem rodziny Elów, który został wysłany na Ziemię i zyskał takie same moce co Superman. Po Kryzysie Krypto nie pojawiał się aż do początku XXI wieku. Od tamtej pory regularnie gości w komiksach jako wierny towarzysz zarówno Supermana i Superboya (Kon-Ela). Jego geneza nie uległa większym zmianom.
- Beppo – supermałpka z Kryptonu. Znana wyłącznie z komiksów wydawanych przed Kryzysem. Przyleciała na Ziemię jako pasażer na gapę, w rakiecie Kal-Ela.
- Comet the Super-Horse – latający koń Supergirl, pierwotnie był centaurem, ale w wyniku rzuconej klątwy zmienił się całkowicie w konia. Przyjął postać Billa Starra, chłopaka Supergirl. Jego wersja z komiksów osadzonych w post-kryzysowym uniwersum różniła się znacznie od oryginału. Nosił odtąd nazwisko Andrea Martinez, był postacią biseksualną.
- Streaky – superkot. Przed Kryzysem był zwykłym kotem domowym i pupilem Supergirl, który w wyniku poddania działaniu promieniowania nowego typu kryptonitu zyskał supermoce. Jego post-kryzysowa wersja nie posiadała żadnych nadprzyrodzonych mocy.
- John Henry Irons/Steel – genialny konstruktor, który stworzył wysoce zaawansowaną zbroję (egzoszkielet), który służy mu do walki z przestępczością. Był jedną z czołowych postaci w wydarzeniach jakie miały miejsce po śmierci Supermana z ręki Doomsdaya. Jego bratanica Natasha Irons jest superbohaterką, również działającą pod pseudonimem Steel.
- Liga Sprawiedliwości (ang. Justice League) – drużyna złożona z największych ziemskich superbohaterów. Liga stawia czoło najróżniejszym zagrożeniom. Superman jest zazwyczaj jej przywódcą. Najbardziej znanymi członkami są: Batman, Wonder Woman, Flash, Martian Manhunter, Green Lantern i Aquaman.
- Legion Superbohaterów (ang. Legion of Super-Heroes) – zespół młodych superbohaterów z XXX i XXXI wieku, inspiracją dla jego założenia był Superman. W młodości Superboy często podróżował do przyszłości, służyć jako członek Legionu. Znanymi członkami Legionu są m.in. Cosmic Boy, Saturn Girl, Lightning Lad, Brainiac 5, Mon-El i Supergirl.
- Lana Lang – przyjaciółka Clarka z czasów dzieciństwa, a później także jego pierwsza miłość. Przed Kryzysem, Lana często podejrzewa Clarka o bycia Superboyem. W komiksach kontynuujących wydarzenia na Ziemi-Dwa zyskała supermoce i występowała jako Insect Queen, natomiast w komiksach osadzonych w uniwersum Ziemi-Jeden), wspólnie z Clarkiem pracowała w stacji telewizyjnej WGBS. Po Kryzysie Clark wyjawił jej swój sekret dotyczący supermocy przed wyjazdem do Metropolis. Później wyszła za swojego przyjaciela Pete’a Rossa, a kiedy jej mąż został mianowany nowym prezydentem USA (po obaleniu Lexa Luthora), była pierwszą damą USA. Później pracowała jako prezes Lexcorp. Obecnie jest rozwiedziona z Pete’em, mieszka i pracuje w Metropolis jako redaktorka działu biznesu w Daily Planet.
- Pete Ross – najlepszy przyjaciel Clarka z czasów dzieciństwa. Przed Kryzysem Pete odkrył, że Clark był naprawdę Superboyem, ale zachował tę wiedzę w tajemnicy przed Clarkiem. Po Kryzysie przywrócono tę postać. Ożenił się z Laną Lang, z którą miał syna o imieniu Clark. Pete był wiceprezydentem USA za prezydentury Lexa Luthora, a po jego obaleniu, na krótki czas zajął jego miejsce. Obecnie Pete jest rozwiedziony z Laną, mieszka w Smallville z synem.
- Clark Kent – W trakcie inicjatywy DC Rebirth ujawniono, że w post-flashpointowym uniwersum istnieje drugi Clark Kent, który rzekomo jest prawdziwym synem Jonathana i Marthy Kent oraz jest przyjacielem z dzieciństwa pierwszego Clarka (Kal-Ela), Lany Lang i Pete’a Rossa. Obecnie pracuje w Daily Planet, razem z Lois i Jimmym, którzy znając tajemnicę Kal-Ela, nie wierzą temu Clarkowi, w to, że jest zwykłym człowiekiem bez super-mocy. Prawdopodobnie jest tworem Doktora Manhattan z uniwersum Watchmen.
- Chloe Sullivan – reporterka portalu internetowego Metropolitan z siedzibą w Metropolis. Prowadzi własną rubrykę „A Week With...”, poświęconej znanym osobistościom, którzy się w jakiś sposób wyróżnili w ciągu tygodnia. Jest kuzynką Lois Lane, jej chłopakiem jest Jimmy Olsen. Postać zapożyczona z serialu telewizyjnego Tajemnice Smallville (Smallville).
- Bibbo Bibbowski – były bokser i rybak, będący fanem Supermana. Pod wpływem wydarzenia jakim było dla niego poznanie człowieka ze stali, Bibbo postanowił działać na rzecz miasta. Właściciel baru Ace O' Clubs.
- Maggie Sawyer – postać wproadzona do komiksów po Kryzysie. Policjantka, kapitan w specjalnej jednostce policji Metropolis do walki ze superzłoczyńcami – Special Crimes Unit (SCU). Jest lesbijką, przez lata żyła w związku z reporterką Toby Raines.
- Emil Hamilton/profesor Hamilton (ang. professor Hamilton) – profesor Emil Hamilton jest naukowcem w laboratoriów S.T.A.R., przez lata był sojusznikiem Supermana, jednak w końcu stał się zły i sprzymierzył się z Secret Society of Supervillains.
- Lori Lemaris – syrena, z którą umawiał się Clark w czasie uczęszczania do Metropolis University. Była pierwszą kobietą, której Clark się oświadczył, jednak Lori odrzuciła jego oświadczyny. Powrót tej postaci był preludium do krótkiego zerwania Clarka z Lois w jednej z historii komiksowej z 1996 roku. Pojawiała się również w komiksach z Aquamanem jako jego sojusznik.
- Nightwing i Flamebird – duet superbohaterów. Pierwszym Nightwingiem był Superman, zaś Flamebirdem był Jimmy Olsen. Następnie byli to dwoje Kryptonian: Van-Zee i Ak-Var, którzy stali na straży Kandoru. Po Kryzysie pseudonimów tych używali kolejno: Dick Grayson i Bette Kane, Power Girl i Supergirl, aż w końcu Chris Kent (syn generała Zoda) i Thara Ak-Var (Kryptonianka o mocy pirokinezy).
- Maxima – królowa planety Almerac, z początku złoczyńca. Planowała mieć z Supermanem potężnego potomka, jednak później stała się sojusznikiem Supermana. Oddała życie, ratując wszechświat przed Brainiacem.
- Lar Gand/Mon-El/M'Onel/Valor – superbohater z Daxam, planety podobnej do Kryptonu. Jego historia ulegała ciągłym zmianom. Lar zatrzymał się na krótko na Kryptonie tuż przed jego zniszczeniem. W końcu pojawił się na Ziemi, gdzie zaprzyjaźnił się z Clarkiem Kentem (wówczas Superboyem), który nadaje mu imię Mon-El. Po zatruciu się śmiertelną dawką ołowiu Clark umieszcza go w Strefie Widmo. Od tego czasu, Mon-El pomaga Supermanowi w sprawach mających związek ze Strefą Widmo. Po upływie tysiąca lat, Lar został uzdrowiony i uwolniony przez Legion Superbohaterów, który przyjął go w swoje szeregi. W wersji z lat 1994–2004 nosił imię M'Onel i występował pod pseudonimem Valor.
- Sharon Vance/Strange Visitor – przyjaciółka Clarka z czasów szkolnych, która zyskała moce elektromagnetyczne i nosiła niebieski kostium Supermana, z czasów, gdy on sam dysponował na krótko takimi mocami (historia Superman Red/Superman Blue z 1998). Później odkryła, że jest kosmicznym bytem o nazwie Kismet. Zginęła w trakcie wojny rozpętanej przez Imperiexa.
- Michael Jon Carter/Booster Gold – superbohater z Metropolis, przybysz z dalekiej przyszłości, który za pomocą technologii należącej do Legionu Superbohaterów cofnął się w czasie do XX wieku. Stał się bohaterem i sojusznikiem Supermana. Używał również innej ukrytej tożsamości – Supernova. Jego pomocnikiem jest robot o nazwie Skeets.
- Benjamin Lockwood/Agent Liberty – były agent CIA, który przywdział specjalny kombinezon i rozpoczął walkę ze zbrodnią, często u boku Supermana. Później działał jako agent na zlecenie Stanów Zjednoczonych. Został zamordowany przez Superwoman (Lucy Lane, siostrę Lois), gdy badał sprawę tajnego wojskowego programu o nazwie Project 7734.
- Jose Delgado/Gangbuster – nauczyciel z Metropolis, który chcąc chronić swoich uczniów przed uliczną przemocą, wykreował tożsamość samozwańczego pogromcy gangów z dzielnicy Suicide Slum. Kilkakrotnie współpracował z Supermanem. Jego tożsamość została na krótko wykorzystana przez Supermana (który po wypraniu mózgu zaczął nosić kostium Gangbustera), podszywał się również pod niego kryminalista znany jako Ishmael, pracujący dla mafiosa – Tobiasa Whale’a.
- Project Cadmus – tajny program badań genetycznych, zajmujący się głównie klonowaniem. W ramach Cadmusa został stworzony klon Supermana – Superboy (Connor Kent), będący hybrydą powstałą na bazie DNA Supermana i Lexa Luthora. Nazwa projektu pochodzi od imienia postaci z mitologii greckiej – Kadmosa. W projekcie brali w nim udział zarówno bohaterowie jak i wrogowie Supermana:
  - Dabney Donovan – szalony naukowiec, współzałożyciel projektu Cadmus. Złoczyńca.
  - Paul Westfield – były dyrektor projektu, zamordowany przez Donovana. Złoczyńca.
  - Dubbilex – genetycznie stworzony stwór (DNAlien), o mocach telepatycznych i telekinetycznych. Sojusznik Supermana i Superboya.
  - James Harper/Guardian – James „Jim” Harper to superbohater znany z komiksów ze złotej ery. Były policjant z Metropolis, który stał się samozwańczym stróżem prawa. Jego główną bronią jest tarcza. Były członek drużyny All-Star Squadron, biorącej udział w II wojnie światowej. Jego klon pracował przy Projekcie Cadmus.
  - Newsboy Legion – postacie znane z komiksów ze złotej ery. Grupka chłopców, która trudniła się rozwożeniem gazet, stąd nazwa ich drużyny (z ang. newsboy – „gazeciarze”). Przyjaciele Guardiana (Jima Harpera). Dorośli członkowie Newsboy Legion (jak również ich klony) pracowali przy Projekcie Cadmus jako naukowcy.
- Nowi Bogowie (ang. New Gods) – postacie autorstwa Jacka Kirby’ego, będący bohaterami stworzonej przez niego sagi Czwartego świata (Jack Kirby’s Fourth World). Boscy mieszkańcy planety New Genesis, sąsiadującej z rządzoną przez Darkseida planetą Apokolips. Superman często się z nimi sprzymierzał w walce z Darkseidem. Znani przedstawiciele: Highfather (Izaya, władca planety), Orion (syn Darkseida), Mister Miracle (mistrz ucieczek, syn Highfathera), Big Barda (wojowniczka z Apokolips, była członkini oddziału Furii, która uciekła z Mister Miracle na New Genesis) i drużyna Forever People (właściciele Super-Cycle'a, latającego trójkołowca, który później służył Young Justice).

## Wersje alternatywne
Superman pojawił się niektórych komiksach z serii Elseworlds oraz innych niekanonicznych historiach, która przedstawiają znanych bohaterów uniwersum DC w zupełnie innych realiach i czasach, m.in.:
- W szeregu wczesnych niekanonicznych historii (tzw. Imaginary Stories) przedstawiano różne alternatywne wersje Supermana. Najbardziej znaną jest pochodząca z 1986 roku historia Whatever Happened to the Man of Tomorrow?, autorstwa Alana Moore’a, George’a Péreza, Kurta Schaffenbergera (oryginalnie wydana w komiksach Superman vol. 1 #423 i Action Comics vol. 1 #583[76][77]). Historia była formą pożegnania znanej ze srebrnej ery komiksu wersji Supermana, oraz licznych superbohaterów, postaci pobocznych i złoczyńców, co zbiegało się z wydarzeniami z crossoveru o nazwie Kryzys na Nieskończonych Ziemiach (Crisis on Infinite Earths) i restarcie przygód Supermana w miniserii The Man of Steel, autorstwa Johna Byrne’a. W historii tej życie stracili m.in.: Superman (pozorna śmierć), oraz jego przyjaciele: Pete Ross, Jimmy Olson (jako Elastic Lad), Lana Lang (jako Insect Queen) i pies Krypto, a także niektórzy złoczyńcy: Bizarro, Lex Luthor, Brainiac, Kryptonite Man i Mr. Mxyzptlk.
- W Batman: Powrót Mrocznego Rycerza (Batman: The Dark Knight Returns) autorstwa Franka Millera, którego akcja rozgrywa się w alternatywnej przyszłości, przedstawiono Supermana jako agenta rządowego, ślepo oddanego Ameryce. Wykonując swój patriotyczny obowiązek, stał się praktycznie marionetką prezydenta (karykatury ówczesnego prezydenta Ronalda Reagana). Bezskutecznie próbował nakłonić Bruce’a Wayne’a, który ponownie postanowił nosić maskę Batmana, aby zaniechał profesji superbohatera, gdyż niepokoi Biały Dom. Obaj herosi nie są już przyjaciółmi, ponieważ Bruce oskarża Clarka o zdradę ideałów. Superman zostaje później wysłany przez rząd na fikcyjną wyspę Corto Maltese, w celu zdławienia tam przewrotu komunistycznego. W odwecie Sowieci wystrzelili w kierunku USA rakietę z głowicą jądrową. Supermanowi udaje się zmienić jej trajektorię i pocisk uderza w pobliską pustynię. Jednak eksplozja wywołuje impuls elektromagnetyczny, który pozbawia elektryczności niemal całą półkulę zachodnią i sprowadza na nią zimę nuklearną. Opadająca sadza przysłania niebo, odcinając promienie słoneczne i tym samym omal nie zabija Supermana. Bruce zdaje sobie sprawę z nieuchronnej konfrontacji z człowiekiem ze stali, prosi więc o pomoc Olivera Queena. Ollie obwinia Kryptonianina o utratę lewego ramienia, dlatego też zgadza się mu pomóc. Skompromitowane władze widząc, że jedynym bezpiecznym miastem jest Gotham City, wydają Supermanowi rozkaz rozprawienia się z Batmanem. Na pole bitwy zostaje wybrane miejsce, gdzie zginęli rodzice Bruce’a. W tytanicznym starciu górą okazuje się być Batman. Wystrzelona przez Ollie’ego strzała z syntetycznego kryptonitu osłabia Supermana, który musi uznać wyższość Batmana, dla którego okazuje się być to jednak pyrrusowe zwycięstwo, gdyż umiera na zawał. Na pogrzebie Bruce’a Clark odkrywa, że obrońca Gotham jedynie sfingował swoją śmierć.
- W Speeding Bullets autorstwa J.M. DeMatteis i Eduardo Barreto, przedstawiono alternatywną historię Supermana, wymieszaną z mitologią postaci Batmana. Kal-El został odnaleziony przez Thomasa i Marthę Wayne’ów i wychowany jako Bruce Wayne. Będąc świadkiem morderstwa swoich rodziców, w przypływie emocji, Bruce odkrywa swoje niszczycielskie moce optyczne, którymi zabija bandytę. Prześladowany wspomnieniami, dorasta w samotności. Wszystko zmienia napad na jego posiadłość. Po rozprawieniu się z rabusiami, Bruce postanawia wykorzystać swoje moce do walki z przestępczością. Kreuje tożsamość mrocznego mściciela – Batmana. W tym samym czasie podejmuje pracę w redakcji należącej do Lexa Luthora gazety Gotham Gazette, w której poznaje Lois Lane. Pewnego wieczoru (jako Batman) ratuje ją z opresji, jednak reporterka nie dostrzega w nim superbohatera, tylko brutalną bestię. Krótko po tym zdarzeniu Lex Luthor (który w wyniku wypadku stał się Jokerem), porywa Lois i zamierza przejąć władzę w Gotham. Batmanowi w końcu udaje się powstrzymać Jokera. Pod koniec historii Lois nakłania Bruce’a, by ten porzucił mroczny wizerunek Batmana i obrał bardziej heroiczny wizerunek Supermana.
- W Przyjdź Królestwo (Kingdom Come) autorstwa Marka Waida i Alexa Rossa, pokazano historię, w której Superman po śmierci Lois z ręki Jokera, zaszywa się na wiele lat w swojej Fortecy Samotności. Każdy z członków Ligi poszedł w swoją stronę, a światem rządzi nowe pokolenie metaludzi, które całkowicie zatraciło zdolność odróżniania dobra od zła. Jeden z nich – Magog, który odważył się kiedyś zabić Jokera za wymordowanie pracowników redakcji Daily Planet, doprowadził teraz nieumyślnie do skażenia radioaktywnego na obszarze całego Kansas i częściowo sąsiednich stanów. Zdarzenie to przykuwa uwagę Supermana, który postanawia reaktywować Ligę Sprawiedliwości, w celu ukrócenia nieobliczalności nowych herosów i złoczyńców. Jednak dla niewidzialnego dla uczestników tych zdarzeń obserwatora, duchownego Normana McCaya i superbohatera Spectre’a, jest to jedynie zapowiedź nadciągającej Apokalipsy. Supermanowi udaje się przeciągnąć na swoją niemal wszystkich dawnych członków Ligi (w tym Wonder Woman, Power Girl, Green Lanterna, Hawkmana i Flash), z wyjątkiem Batmana i jego outsiderów: Olivera Queena (dawnego Green Arrowa), jego żony Dinah (dawnej Black Canary) i córki Olivii Queen (nowej Black Canary), oraz Teda Korda (dawnego Blue Beetle). W międzyczasie Lex Luthor tworzy koalicję złoczyńców pod nazwą Frontu Wyzwolenia Ludzkości. Superman podejmuje decyzję zbudowania w Kansas więzienia dla nieposłusznych mu metaludzi o nazwie Gułag. Organizacja Luthora postanawia użyć poddanego manipulacjom Billy’ego Batsona (Kapitana Marvela) przeciwko Supermanowi. Niebawem w gułagu wybuchają zamieszki. W tym samym czasie Outsiderzy Batmana zawiązują sojusz z Frontem, który okazuje się być sprytnym fortelem, mającym na celu odkrycie prawdziwych planów Luthora i powstrzymania go. Superman i reszta Ligi śpieszą, aby stłumić rozruchy w więzieniu, jednak na drodze Supermana stoi Kapitan Marvel. Jest to początek bitwy, którą Norman McCay interpretuje jako biblijny Armageddon. Sekretarz generalny ONZ wydaje fatalny w skutkach rozkaz użycia broni atomowej przeciwko obu walczącym stronom. Wykonująca to zadanie eskadra Blackhawk zostaje zatrzymana przez Batmana i Wonder Woman, lecz i tak jednemu z pilotów udaje się zrzucić bombę. Kiedy Billy Batson zostaje uwolniony przez Supermana z kontroli Luthora, zmienia się ponownie w Kapitana Marvela i próbuje nie dopuścić do tragedii. Na próżno. Bomba eksploduje, dokonując zagładę metaludzi, z którego przeżyli tylko nieliczni, w tym Superman. Wściekły Clark udaje się do siedziby ONZ, aby ukarać ludzi za ten czyn, ale chęć zemsty zostaje pohamowana przez Normana McCaya. Z czasem wszystko wraca do normy. Rok później Clark i Diana spotykają się z Bruce’em w restauracji; okazuje się, że spodziewają się dziecka.
- W Superman: Czerwony syn, autorstwa Marka Millara, przedstawiono alternatywną historię Supermana, w której jego rakieta wylądowała nie w USA, tylko w rządzonym przez Józefa Stalina Związku Radzieckim. Okrzyknięty w latach 50. XX wieku przez komunistyczną propagandę bohaterem ludu, Superman stał się w oczach prezydenta Eisenhowera i wielu Amerykanów poważnym zagrożeniem. Z obawy, że nadczłowiek może przechylić szalę na stronę sowiecką, w zimnowojennym wyścigu mocarstw, Biały Dom zwraca się o pomoc do Lexa Luthora. Naukowiec próbował zniszczyć potężnego wroga za pomocą jego klonu (Bizarro), lecz ten plan się nie powiódł. Kiedy Stalin umiera, otruty cyjankiem, Superman zajmuje jego miejsce. Pod koniec lat 70. ZSRR jest niekwestionowanym supermocarstwem. W tym czasie człowiekowi ze stali dochodzą nowi wrogowie: Brainiac – kosmiczny android, który zamknął Stalingrad w butli, oraz Batman – anarchista, którego rodzice zostali zamordowani przez NKWD. W tym samym czasie Luthor prezentuje prezydentowi Kennedy’emu nową broń mogącą pokonać komunistycznego tyrana – pierścień należący do członka międzygalaktycznego Korpusu Zielonej Latarni, znaleziony we wraku statku kosmicznego, który rozbił się w Roswell w 1947 roku. W 2001 roku Luthor zostaje wybrany prezydentem Stanów Zjednoczonych. Z obawy przed inwazją ZSRR, Luthor postanowił przypuścić atak wyprzedzający. Kiedy siły amerykańskie, wyposażone w repliki pierścieni Zielonej Latarni, oraz sprzymierzone z nimi plemię Amazonek z Themysciry szykowały się do rozstrzygającej bitwy, Lex próbował osobiście rozprawić się z Supermanem, jednak został powstrzymany przez Brainiaca. Supermanowi udało się unieszkodliwić wojska USA i Amazonek, po czym udał się do Białego Domu, gdzie czekała na niego żona Luthora, Lois. Wręczyła mu napisany przez męża list, którego treść wstrząsnęła sowieckim przywódcą. W tym samym czasie Brainiac ujawnia swoje prawdziwe zamiary. Atakuje Supermana zieloną energią i dopiero interwencja Luthora pozwala nadczłowiekowi zniszczyć kosmitę. Wówczas statek Brainiaca uaktywnia sekwencję samozniszczenia. Superman leci ze statkiem w przestrzeń kosmosu, gdzie dochodzi do potężnej eksplozji. Po tym jak Superman ocalił Ziemię, zachodzą poważne zmiany. Upada ZSRR, a reelektowany Luthor rewolucjonizuje ludzkość, eliminując wojny, biedę i choroby trapiące ją od wieków. Dożywający do 800 lat ludzie kolonizują inne planety układu słonecznego. Na pogrzebie Luthora (który żył prawie 2000 lat), zjawia się incognito Superman. Po upływie miliardów lat słońce zmienia się w czerwonego olbrzyma i zaczyna pochłaniać wszystkie planety układu słonecznego. Jeden z potomków prezydenta Luthora – Jor-El, wysyła swojego syna (późniejszego Supermana) w przeszłość, do czasów stalinowskich, tworząc przy tym paradoks czasowy.
- W kontynuacji Batman: Powrót Mrocznego Rycerza pod tytułem Batman: Mroczny Rycerz kontratakuje (The Dark Knight Strikes Again), Superman wraz z Wonder Woman i Kapitanem Marvelem są agentami rządowymi, wykonującymi wszelkie polecenia Lexa Luthora i Brainiaca, gdyż złoczyńcy wzięli za zakładników ich przyjaciół i przetrzymują ich w zabutelkowanym mieście Kandor. Clark otrzymuje od nich misję zbadania sprawy uwolnienia przez pomocnicę Batmana, Carrie Kelley, superbohaterów Flasha i Atoma. Superman atakuje siedzibę człowieka nietoperza (Batcave), lecz zostaje pokonany przez jej rezydenta oraz innych superbohaterów. Później Wonder Woman spotyka zdruzgotanego Clarka, który wypytuje ją o ich wspólne dziecko – Larę. Niedługo potem „potwór z kosmosu” atakuje Metropolis. Superman odkrywa, że stwór jest kierowany przez Brainiaca i ma za zadanie skompromitować superbohaterów na oczach świata. Brainiac grozi mu, że jeśli nie skapituluje, zginą jego rodacy z miasta Kandor. Jednak Superman postanawia walczyć. Na pomoc Kryptonianinowi ruszają Wonder Woman i Kapitan Marvel. Ten ostatni omal nie ginie ratując cywilów, natomiast Diana zostaje ciężko ranna. W końcu pojawia się córka Clarka i Diany – Lara, która niszczy potwora. Kiedy Brainiac dowiaduje się o istnieniu Lary, próbuje przeciągnąć ją na stronę rządu, lecz ta stanowczo mu odmawia. Kapitan Marvel ostatecznie ginie. Na zgliszczach Metropolis Lara przekazuje swojemu ojcu, ultimatum od Brainiaca – złoczyńca odda Kryptonianinowi jego pobratymców z zabutelkowanego miasta Kandor, pod warunkiem, że ten odda mu swoją córkę. Pojawia się Batman i składa Supermanowi propozycję wspólnego pokonania despotów. Lara poddaje się Brainiacowi, a w międzyczasie Atom uwalnia mieszkańców Kandor z butli. Kryptonianie łączą moce wzroku termicznego z Larą i niszczą w ten sposób Brainiaca. W Batcave Batman rozprawia się z psychopatycznym byłym pomocnikiem – Dickiem Graysonem. Sam wpada do lawy, lecz w ostatniej chwili zostaje uratowany przez Supermana. Pod koniec historii Superman i Lara przyglądają się Ziemi z Kosmosu. Ojciec zadaje jej pytanie: „co powinni dokładnie zrobić z ich planetą [Ziemią]”.
- W Batman i Robin: Cudowny Chłopiec (All Star Batman & Robin, The Boy Wonder), będącym prequelem Batman: Powrót Mrocznego Rycerza oraz Batman: Mroczny Rycerz kontratakuje, Frank Miller, ukazał Supermana, jako jedną z postaci pobocznych w historii, opowiadającej w dużej mierze o relacjach Batmana z jego protegowanym – Dickiem Graysonem. Kiedy Clark dowiaduje się z gazety Daily Planet, że Batman uprowadził osieroconego Dicka, wścieka się na człowieka-nietoperza. Później Batman zmusza Clarka szantażem (grozi Supermanowi ujawnieniem jego skrywanej tożsamości), do sprowadzenia z Francji najlepszego chirurga, który jako jedyny jest zdolny ocalić, przebywającą w stanie krytycznym kochankę Bruce’a – Vicki Vale. W końcu dochodzi do narady członków Ligi, na którym Wonder Woman próbuje nakłonić Supermana, Green Lanterna (Hala Jordana) i Plastic Mana do podjęcia drastycznych kroków wobec Batmana. Kryptonianin uspokaja Dianę, po czym oboje łączą się w miłosnym uścisku i całują (motyw związku Supermana i Wonder Woman został pierwszy raz pokazany w Batman: Powrót Mrocznego Rycerza). Amazonka opuszcza spotkanie, dając Supermanowi i reszcie wolną rękę, zaznaczając jednak, że jeśli mediacje poskutkują, to ona weźmie sprawy w swoje ręce.
- W All-Star Superman autorstwa Granta Morrisona i Franka Quitely’ego, zredukowano postać Supermana do ponadczasowych i najistotniejszych elementów, znanych z komiksów DC[78]. Historia rozpoczyna się, kiedy Superman ratuje badającą słońce stację kosmiczną profesora Quintuma przed sabotażem. Incydent ten sprawił, że Superman uzyskał nowe moce, ale też przeciążył jego strukturę komórkową intensywnym promieniowaniem słonecznym, na co zresztą liczył Lex Luthor. Kiedy Superman dowiedział się, że pozostał mu tylko rok życia, postanowił spędzić swoje ostatnie dni z ukochaną Lois Lane. Wyjawił jej swoją skrywaną tożsamość, po czym zabrał do Fortecy Samotności na kolację z okazji jej urodzin. Oprowadza Lois po swojej samotni, jednak nie pozwala jej wejść do jednego pokoju. Następnie, jako prezent urodzinowy daje jej serum, które daje Lois przynajmniej przez następne 24 godziny takie same moce jako on posiada. Oboje odbywają wiele przygód m.in. ratują Metropolis przed atakiem potwora, spotykają Atlasa i Samsona, a także muszą stawić czoło Ultra-Sfinksowi. Kiedy Lois kończą się moce, Superman odprowadza ją do domu. Później Lex Luthor zostaje uznany za winnego zbrodni przeciw ludzkości i skazany na najwyższy wymiar kary. Clark odwiedza go w więzieniu na Wyspie Strykera, aby przeprowadzić z nim ostatni wywiad przez śmiercią. Złoczyńca zdradza Clarkowi, że przewiduje iż Superman wkrótce umrze, a ta rewelacja zostanie opublikowana w Daily Planet. Przez ostatnie dni swojego życia Superman podejmuje się najrózniejszych wzywań m.in. wyzwala Kandor, powstrzymuje inwazję ze świata Bizarro, a także przychodzi mu zmierzyć się z parą Kryptonian: Bar-El i Lilo. Kończy również pisać swój testament. W międzyczasie Luthorowi udaje się przeżyć egzekucję i uciec, gdyż tuż przed nią wypił przygotowane przez siebie serum, dające mu na 24 godziny takie same moce jakie posiada Superman. Sojusznik łotra, żywa i inteligentna gwiazda o nazwie Solaris, destabilizuje słońce. Na pomoc Supermanowi wyrusza kosmiczna istota o nazwie Pożeracz Słońc (Sun-Eater), którą heros opiekował się w swej samotni. Pożeracz Słońc ginie w walce z Solarisem, ten zaś zostaje pokonany przez Supermana. Clark udaje się pośpiesznie do redakcji Daily Planet, aby napisać artykuł o śmierci Supermana, lecz kiedy tam dociera pada martwy. Wówczas pojawia się Luthor i atakuje miasto. Supermanowi udaje się ocknąć i uzbrojony w pistolet grawitacyjny, staje do walki ze złoczyńcą. Za pomocą tej broni Superman pozbawia Luthora mocy, który zaczyna rozpaczać, iż „ujrzał świat oczyma Supermana”. Zdając sobie sprawę z zagrożenia jakim jest teraz niestabilne słońce, Superman żegna się z Lois i leci do jądra słońca, aby je naprawić i po raz ostatni ocalić świat. Rok później Lois dalej wierzy, że jej ukochany powróci. We wnętrzu słońca Superman stał się jego częścią. Historia kończy się, kiedy profesor Quintum w tajnym laboratorium zapowiada, że zebrał wystarczająco dużo materiału genetycznego, aby sklonować Supermana.

## Komiksy w USA

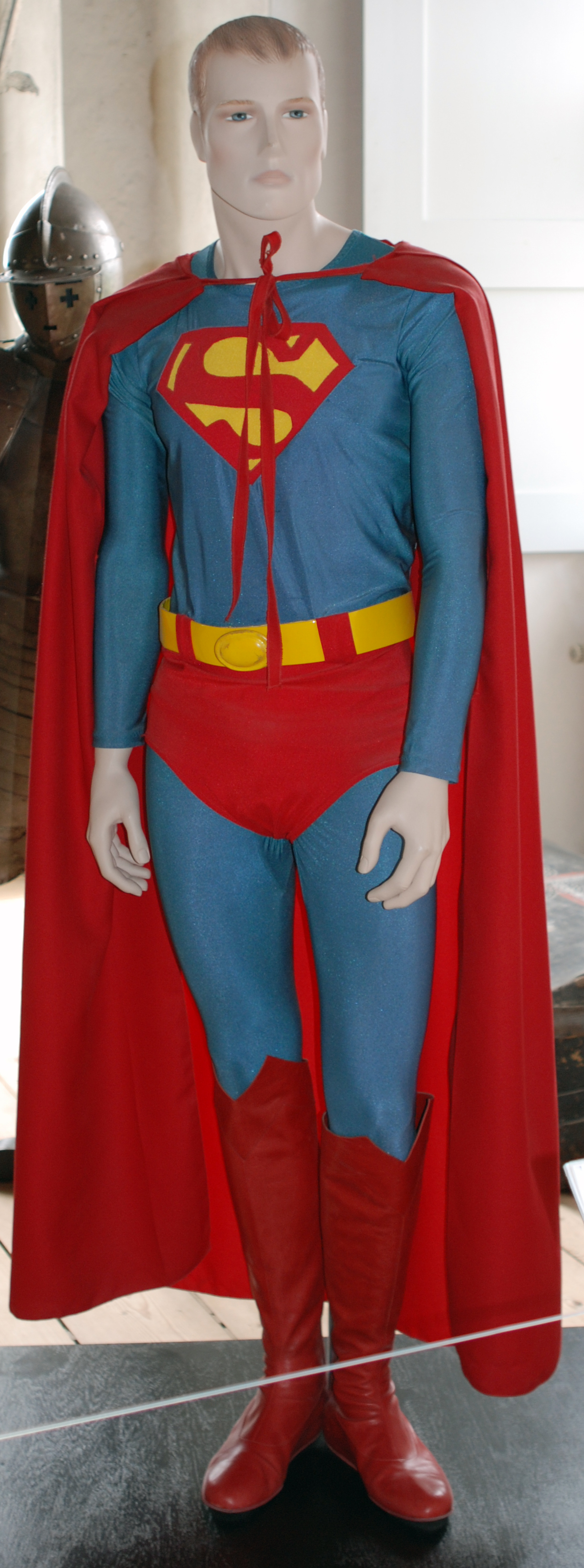
Strój Supermana

### Aktualne serie
- Action Comics vol. 2 (od 2011)
- Superman vol. 3 (od 2011)
- Supergirl vol. 6 (od 2011)

### Zakończone serie
- Action Comics vol. 1 (1938–2011) 500 zeszytów
- Superman vol. 1 (1939–2011) 491 zeszytów
- Superman vol. 2 (1987–2006) 229 zeszytów
- World’s Finest vol. 1 (1941–1986) 323 zeszyty
- Adventures of Superman vol. 1 (1987–1995) 236 zeszytów
- Superman: Man of Steel vol. 1 (1991–2003) 138 zeszytów
- Superman: Man of Tomorrow vol. 1 (1995–1999) 16 zeszytów
- Superman/Batman vol. 1 (2003-2011) 87 zeszytów
- DC Comics Presents vol. 1 (1978-1986) 100 zeszytów
- Superman Confidential vol. 1 (2007–2008) 14 zeszytów
- Man of Steel vol. 1 (1986-1986) 6 zeszytów
- Superman: Birthright vol. 1 (2003–2004) 12 zeszytów
- Superman: Secret Origin vol. 1 (2009–2010) 6 zeszytów
- Superboy vol. 1 (1949-1976) 222 zeszyty
- Superboy vol. 2 (1980–1984) 56 zeszytów
- Superboy vol. 3 (1990-1990) 9 zeszytów
- Superboy vol. 4 (1994–2002) 104 zeszyty
- Superboy vol. 5 (2011-2011) 12 zeszytów
- Superboy vol. 6 (2011–2013) 21 zeszytów
- Superboy and the Legion of Super-Heroes vol. 1 (1976–1979) 37 zeszytów
- Superboy and the Ravers vol. 1 (1996–1998) 19 zeszytów
- Supergirl vol. 1 (1972–1974) 10 zeszytów
- Daring New Adventures of Supergirl/Supergirl vol. 2 (1982–1984) 25 zeszytów
- Supergirl vol. 3 (1994-1994) 6 zeszytów
- Supergirl vol. 4 (1996–1998) 83 zeszyty
- Supergirl vol. 5 (2005–2011) 70 zeszytów
- Superman's Pal, Jimmy Olsen vol. 1 (1954-1974) 164 zeszyty
- Superman's Pal, Jimmy Olsen vol. 2 (2008–2009) 3 zeszyty
- Superman's Girlfriend, Lois Lane vol. 1 (1958-1974) 139 zeszytów
- World of Krypton vol. 1 (1979) 3 zeszyty
- World of Krypton vol. 2 (1987–1988) 4 zeszyty

### Elseworlds
- Batman: The Dark Knight Returns (1986) 4 tomy
- Superman: Speeding Bullets (1993)
- Kingdom Come (1996) 4 tomy
- Superman's Metropolis (1996)
- Superman & Batman: Generations vol. 1 (1998–1999) 4 tomy
- Superman: The Dark Side (1998) 3 tomy
- Son of Superman (1999)
- Superman: Last Son of Earth (2000) 2 tomy
- Batman: The Dark Knight Strikes Again (2001–2002) 3 tomy
- Superman: Red Son (2003) 3 tomy
- Superman: True Brit (2004)
- Superman: Last Family of Krypton (2010) 3 tomy

### Inne serie niekanoniczne
- Justice vol. 1 (2005–2007) 12 zeszytów
- All-Star Superman vol. 1 (2006–2008) 12 zeszytów
- Smallville Season 11 vol. 1 (od 2012)
- Superman: Earth One (2010)
- Superman: Earth One Volume Two (2012)

## Komiksy o Supermanie wydane w Polsce

### Serie kioskowe
- Burzan Nadczłowiek Jutra (Świat Przygód, 1939) 4 zeszyty[79][80]
- Superman (TM-Semic 1990-1997) 82 zeszyty
- Batman & Superman (TM-Semic 1997–1998) 15 zeszytów
- Superman/Batman (Axel Springer Polska, Dobry Komiks 2005) 3 zeszyty

### Wydania zbiorcze i powieści graficzne
- Superman dla Ziemi (Superman For Earth) (TM Semic, Wydanie Specjalne 3/1993)
- Superman: Na wszystkie pory roku (Superman for All Seasons) (Egmont 2006)
- All-Star Superman (All-Star Superman) (Mucha Comics 2012)
- Kryzys tożsamości (Identity Crisis) (Egmont 2015)
- Czerwony syn (Red Son) (Egmont 2015)
- Sprawiedliwość (Justice) (Mucha Comics 2015)
- Luthor (Lex Luthor: Man of Steel) (Egmont 2015)
- Nowa granica (The New Frontier) (Egmont 2015)
- Trójca (Trinity) (Egmont 2015)
- Kryzys na Nieskończonych Ziemiach (Crisis on Infinite Earths) (Egmont 2016)
- Superman/Batman:
  - Tom 1: Wrogowie publiczni (Superman/Batman Volume 1: Public Enemies) (Egmont 2016)
  - Tom 2: Supergirl (Superman/Batman Volume 3: Supergirl) (Egmont 2016)
  - Tom 3: Władza absolutna (Superman/Batman Volume 3: Absolute Power) (Egmont 2016)
  - Tom 4: Zemsta (Superman/Batman Volume 4: Vengeance) (Egmont 2016)
  - Tom 5: Wrogowie pośród nas (Superman/Batman Volume 5: Enemies Among Us) (Egmont 2017)
  - Tom 6: Udręka (Superman/Batman Volume 6: Torment) (Egmont 2017)
  - Tom 7: W poszukiwaniu kryptonitu (Superman/Batman Volume 7: The Search for Kryptonite) (Egmont 2017)
  - Tom 8: Najwspanialsze światy (Superman/Batman Volume 8: Finest Worlds) (Egmont 2017)
- Ostatni kryzys (Final Crisis) (Egmont 2019)

### Wielka Kolekcja Komiksów DC Comics
- Kryzys tożsamości (Identity Crisis) (Eaglemoss 2016)
- Superman: Ostatni syn Kryptona (Superman: Last Son of Krypton) (Eaglemoss 2017)
- Superman: Człowiek ze stali (Superman: The Man of Steel) (Eaglemoss 2017)
- Trójca (Batman/Superman/Wonder Woman: Trinity) (Eaglemoss 2017)
- Lex Luthor: Człowiek ze Stali (Lex Luthor: Man of Steel) (Eaglemoss 2017)
- Superman: Brainiac (Superman: Brainiac) (Eaglemoss 2017)
- Superman: Śmierć Supermana (Superman: The Death of Superman) (Eaglemoss 2017)
- Superman: Tajna geneza (Superman: Secret Origin) (Eaglemoss 2017)
- Superman/Batman:
  - Tom 1: Wrogowie publiczni (Superman/Batman Volume 1: Public Enemies) (Eaglemoss 2018)
  - Tom 2: Supergirl (Superman/Batman Volume 3: Supergirl) (Eaglemoss 2018)
  - Tom 6: Udręka (Superman/Batman Volume 6: Torment) (Eaglemoss 2018)
- Superman: Dziedzictwo (Superman: Birthright) (Eaglemoss 2018)
- Superman: Dla jutra (Superman: For Tomorrow) (Eaglemoss 2018)

### CyklNowe DC Comics!
- Superman Tom 1: Superman i Ludzie ze Stali (Action Comics Vol. 1: Superman And The Men Of Steel) (Egmont 2013)
- Superman Tom 2: Kuloodporny (Action Comics Vol. 2: Bulletproof) (Egmont 2014)
- Superman Tom 3: U kresów dni (Action Comics Vol. 3: At the End of Days) (Egmont 2014)
- Superman wyzwolony (Superman Unchained) (Egmont 2015)
- Droga do Odrodzenia: Superman – Lois i Clark (Road to Rebirth: Superman: Lois and Clark) (Egmont 2017)
- Droga do Odrodzenia: Superman – Ostatnie Dni Supermana (Road to Rebirth: Superman: The Final Days of Superman) (Egmont 2017)

### CyklOdrodzenie
- Superman
  - Tom 1: Syn Supermana (Superman Vol. 1: Son of Superman) (Egmont 2017)
  - Tom 2: Pierwsze próby Superboya (Superman Vol. 2: Trials of the Super Son) (Egmont 2018)
  - Tom 3: Wielokrotność (Superman Vol. 3: Multiplicity) (Egmont 2018)
  - Odrodzony (Superman: Reborn) (Egmont 2018)
  - Tom 4: Czarny świt (Superman Vol. 4: Black Dawn) (Egmont 2018)
  - Tom 5: Nadzieje i obawy (Superman Vol. 5: Hopes and Fears) (Egmont 2019)
  - Tom 6: Imperius Lex (Superman Vol. 6: Imperius Lex) (Egmont 2019)
  - Tom 7: Bizarroversum (Superman Vol. 7: Bizarroverse) (Egmont 2019)
- Superman Action Comics
  - Tom 1: Ścieżka zagłady (Action Comics Vol. 1: Path of Doom) (Egmont 2017)
  - Tom 2: Powrót do "Daily Planet" (Action Comics Vol. 2: Welcome to the Planet) (Egmont 2018)
  - Tom 3: Ludzie ze stali (Action Comics Vol. 3: Men of Steel) (Egmont 2018)
  - Tom 4: Nowy świat (Action Comics Vol. 4: The New World) (Egmont 2018)
  - Efekt Oza (Action Comics: The Oz Effect) (Egmont 2019)
  - Tom 5: Booster Gold (Action Comics Vol. 5: Booster Shot) (Egmont 2019)
  - Superman Action Comics #1000 (Action Comics #1000) (Egmont 2019)

### CyklUniwersum DC
- Człowiek ze stali (The Man of Steel) (Egmont 2019)
- Superman Action Comics
  - Tom 1: Niewidzialna mafia (Action Comics Vol. 1: Invisible Mafia) (Egmont 2019)
- Superman
  - Tom 1: Saga Jedności: Ziemia widmo (Superman Vol. 1: The Unity Saga – Phantom Earth) (Egmont 2019)
  - Tom 2: Saga Jedności: Ród El (Superman Vol. 1: The Unity Saga – The House of El) (Egmont 2020)

## Adaptacje

### Filmy aktorskie

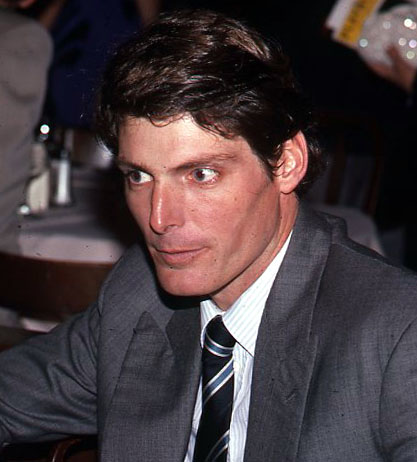
Najbardziej znany odtwórca roli Supermana – Christopher Reeve.

- Superman and the Mole Man – reż. Lee Sholem (1951)
- Superman (Superman: The Movie) – reż. Richard Donner (1978)
- Superman II (Superman II) – reż. Richard Lester (1980)
  - Superman II: Richard Donner Cut – reż. Richard Donner (2006)
- Superman III (Superman III) – reż. Richard Lester (1983)
- Superman IV (Superman IV: The Quest for Peace) – reż. Sydney J. Furie (1987)
- Superman: Powrót (Superman Returns) – reż. Bryan Singer (2006)
- Człowiek ze stali (Man of Steel) – reż. Zack Snyder (2013)
- Batman v Superman: Świt sprawiedliwości – reż: Zack Snyder (2016)
- Liga Sprawiedliwości – reż: Zack Snyder (2017)[81].
  - Liga Sprawiedliwości Zacka Snydera – reż: Zack Snyder (2021)

#### Spin-offy
- Supergirl (Supergirl) – reż. Jeannot Szwarc (1984)

### Filmy animowane
- Batman i Superman (The Batman Superman Movie: World’s Finest) – reż. Toshihiko Masuda (1998)
- Superman: Brainiac Attacks – reż. Curt Geda (2006)
- Superman: Doomsday – reż. Bruce Timm, Brandon Vietti, Lauren Montgomery (2007)
- Liga Sprawiedliwych - Nowa Granica (Justice League: The New Frontier) – reż: Dave Bullock (2008)
- Superman/Batman: Wrogowie publiczni (Superman/Batman: Public Enemies) – reż: Sam Liu (2009)
- Liga Sprawiedliwych: Kryzys na dwóch Ziemiach (Justice League: Crisis on Two Earths) – reż: Lauren Montgomery, Sam Liu (2010)
- Superman/Batman: Apokalipsa (Superman/Batman: Apocalypse) – reż: Lauren Montgomery (2010)
- Niezwyciężony Superman – reż: Sam Liu (All-Star Superman) (2011)
- Liga Sprawiedliwych: Zagłada (Justice League: Doom) – reż: Lauren Montgomery (2012)
- Superman Versus The Elite – reż. Michael Chang (2012)
- Batman DCU: Mroczny Rycerz – Powrót (Batman: The Dark Knight Returns) – reż: Jay Oliva (cz. 2 – 2013)
- Superman DCU: Wyzwolenie (Superman: Unbound) reż. James Tucker (2013)
- Justice League: The Flashpoint Paradox reż. Jay Oliva (2013)
- Justice League: War – reż: Jay Oliva (2013)
- Lego: Przygoda (The Lego Movie) – reż: Phil Lord i Chris Miller (2014)
- Liga Sprawiedliwych: Bogowie i potwory reż. Sam Liu (2015)

### Seriale aktorskie

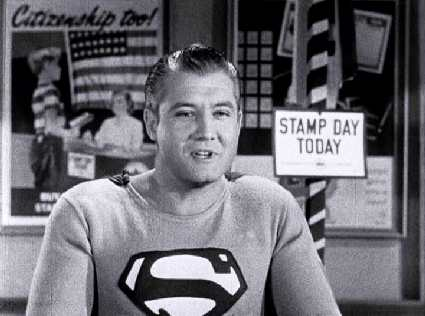
George Reeves jako Superman. Kadr ze specjalnego filmu Stamp Day for Superman.

- Superman – reż. Spencer Gordon Bennet, Thomas Carr (1948)
- Atom Man vs. Superman – reż. Spencer Gordon Bennet (1950)
- The Adventures of Superman – twórcy: Whitney Ellsworth, Robert J. Maxwell (1952−1958)
- Superboy – twórcy: Ilya Salkind, Alexander Salkind (1988-1992)
- Nowe przygody Supermana (Lois & Clark: The New Adventures of Superman) – twórca: Deborah Joy LeVine (1993–1997)
- Tajemnice Smallville (Smallville) – twórcy: Alfred Gough, Miles Millar (2001-2011)
- Superman i Lois – twórcy: Todd Helbing, Greg Berlanti (2021 – obecnie)

### Seriale animowane
- Superman (Fleischer & Famous Superman) (1941)
- The New Adventures of Superman (1966–1970)
- The Superman-Aquaman Hour of Adventure (1966-1969)
- Batman-Superman Hour (1968–1969)
- The Adventures of Superboy (1966-1969)
- Superfriends (1973-1986)
- Superman (Ruby Spears Superman) (1988)
- Superman (Superman: The Animated Series) (1996–2000)
- Liga Sprawiedliwych (Justice League) (2001–2004)
- Liga Sprawiedliwych bez granic (Justice League Unlimited) (2004–2006)
- Krypto superpies (Krypto the Superdog) (2005−2006)
- Legion of Super-Heroes (2006–2008)
- Liga Młodych (Young Justice) (2011–2013)

### Gry komputerowe
- Superman – na platformę: Atari 2600 (1978)
- Superman: The Game – na platformy: Amstrad CPC, Atari 400/800/XL/XE, BBC Micro, Commodore 16/Plus/4, Commodore 64, Amiga, Amstrad CPC (1985)
- Superman – na platformę: automat do gry (1988)
- Superman – na platformę: NES (1988)
- Superman: The Man of Steel – na platformy: Acorn Electron, Amstrad CPC, Apple II, Atari ST, BBC Micro, Commodore 64, MSX, ZX Spectrum (1989)
- Superman – na platformę: Sega Mega Drive (1992)
- Superman: The Man of Steel – na platformę: Sega Master System (1993)
- Justice League Task Force  – na platformy: SNES, Sega Mega Drive (1995)
- The Death and Return of Superman – na platformy: SNES, Sega Mega Drive (1995)
- Superman – na platformę: Game Boy (1997)
- Superman – na platformę: Nintendo 64 (1999)
- Superman: Shadow of Apokolips – na platformy: PlayStation 2, GameCube (2002)
- Superman: The Man of Steel – na platformę: Xbox (2002)
- Superman: Countdown to Apokolips – na platformę: Game Boy Advance (2003)
- Superman Returns – na platformy: PlayStation 2, Xbox, Xbox 360, Nintendo DS, PSP (2006)
- Superman Returns: Fortress of Solitude- na platformę: Game Boy Advance (2006)
- Justice League Heroes – na platformy: PlayStation 2, Xbox, Nintendo DS, PSP
- Mortal Kombat vs. DC Universe – na platformy: PlayStation 3 i Xbox 360 (2008)
- DC Universe Online – na platformy: PlayStation 3 i Microsoft Windows (2011)
- Lego Batman 2: DC Super Heros – na platformy: PlayStation 3, PlayStation Vita, Wii, Xbox 360, Nintendo DS i Microsoft Windows (2012)
- Injustice: Gods Among Us – na platformy: PlayStation 3, Xbox 360 i Wii U (2013)